# Монголия
Монго́лия (монг. Монгол Улс, старомонгольское письмо: ᠮᠤᠩᠭᠤᠯ ᠤᠯᠤᠰ) — государство в Северо-Восточной Азии, граничащее с Россией на севере и с Китаем на юге. Монголия относится к числу государств, не имеющих выхода к морю. По площади (1 564 116 км²) занимает 18-е место в мире. Бо́льшую часть страны занимают равнинные пустыни и полупустыни.
Население Монголии составляет около трёх с половиной миллионов человек; большинство населения (около 95 %) составляют халха-монголы. Это страна, имеющая наименьшую плотность населения в мире.
Столица и крупнейший город — Улан-Батор. Другие крупные города — Эрдэнэт, Дархан, Чойбалсан и Цэцэрлэг. Страна подразделяется на аймаки.
Официальный язык — халха-монгольский, с письменностью на кириллице (раньше для его записи использовалось старомонгольское письмо).
По государственному строю Монголия — смешанная республика во главе с президентом.
Экономика страны сосредоточена на таких отраслях, как добыча полезных ископаемых и сельское хозяйство.
Государство является участником почти всех структур ООН, а также некоторых структур СНГ в качестве наблюдателя.
Культура Монголии долгое время складывалась под влиянием буддизма (в стране в 1578 году был официально принят тибетский буддизм) и кочевого образа жизни.

## Этимология
Название страны происходит от этнонима «монголы», происхождение которого, в свою очередь, продолжает оставаться предметом споров. Так, ряд исследователей — в частности, Н. Ц. Мункуев — отмечает, что этноним «монгол» впервые встречается в китайских источниках «Цзю Тан шу» («Старая история династии Тан», составлена в 945 году) в форме мэн-у ши-вэй — «монголы-шивэйцы», и в «Синь Тан шу» («Новая история [династии] Тан», составлена в 1045—1060 годах) в форме мэн-ва бу — «племя мэн-ва». В различных киданьских и китайских источниках XII века для этих племён также использовались названия мэнг-ку, мэнгули, мангуцзы, мэнгу го:238. Д. Банзаров этноним «монгол» связывал с историческими географическими названиями: рекой Мон и горой Мона. Согласно Хасдоржу, люди, обитавшие в близлежащих местах горы Мон в Ордосе, обрели название мон. К нему прибавилось слово гол, в результате чего возникло название монгол. Гол является монгольским словом, означающим «центральный, основной». Также выдвигалась версия, согласно которой название монгол возникло путём соединения монгольских слов мөнх («вечный») и гал («огонь»).
Монгольский учёный Ж. Баясах предполагает, что название монгол появилось в результате видоизменения монгольского слова мөнгө («серебро»). О связи понятий монгол и мөнгө («серебро») говорится в китайских текстах «Хэй-да ши-люэ» 1237 года; в них говорится о том, что население Великой Монголии называло своё государство «Великой серебряной династией».
Как отмечает Б. Р. Зориктуев, из множества толкований термина монгол выделяется версия о его происхождении от тунгусо-маньчжурского слова мангму / манггу / мангга, означающего «сильный, упругий, тугой». Согласно Л. Билэгту, название монгол — это тунгусо-маньчжурская калька монгольского слова киян, которое переводится как «большой поток, текущий с гор в низину, бурный, быстрый и сильный; стремительно несущийся поток». Это версия получила дальнейшее развитие в трудах А. Очира.

## География

### Рельеф местности

Физическая карта Монголии

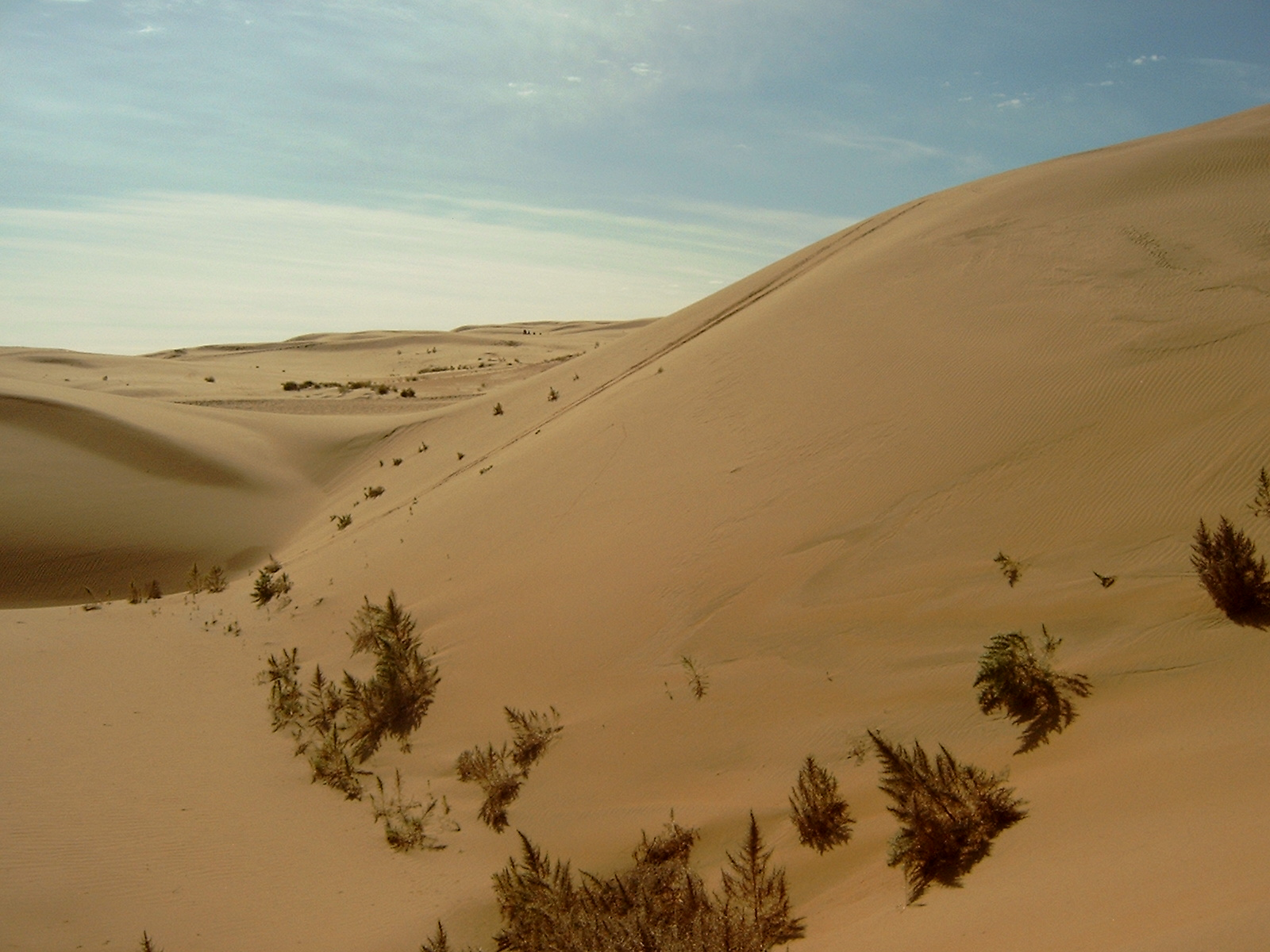
Пустыня Гоби — Южно-Гобийский аймак, Монголия

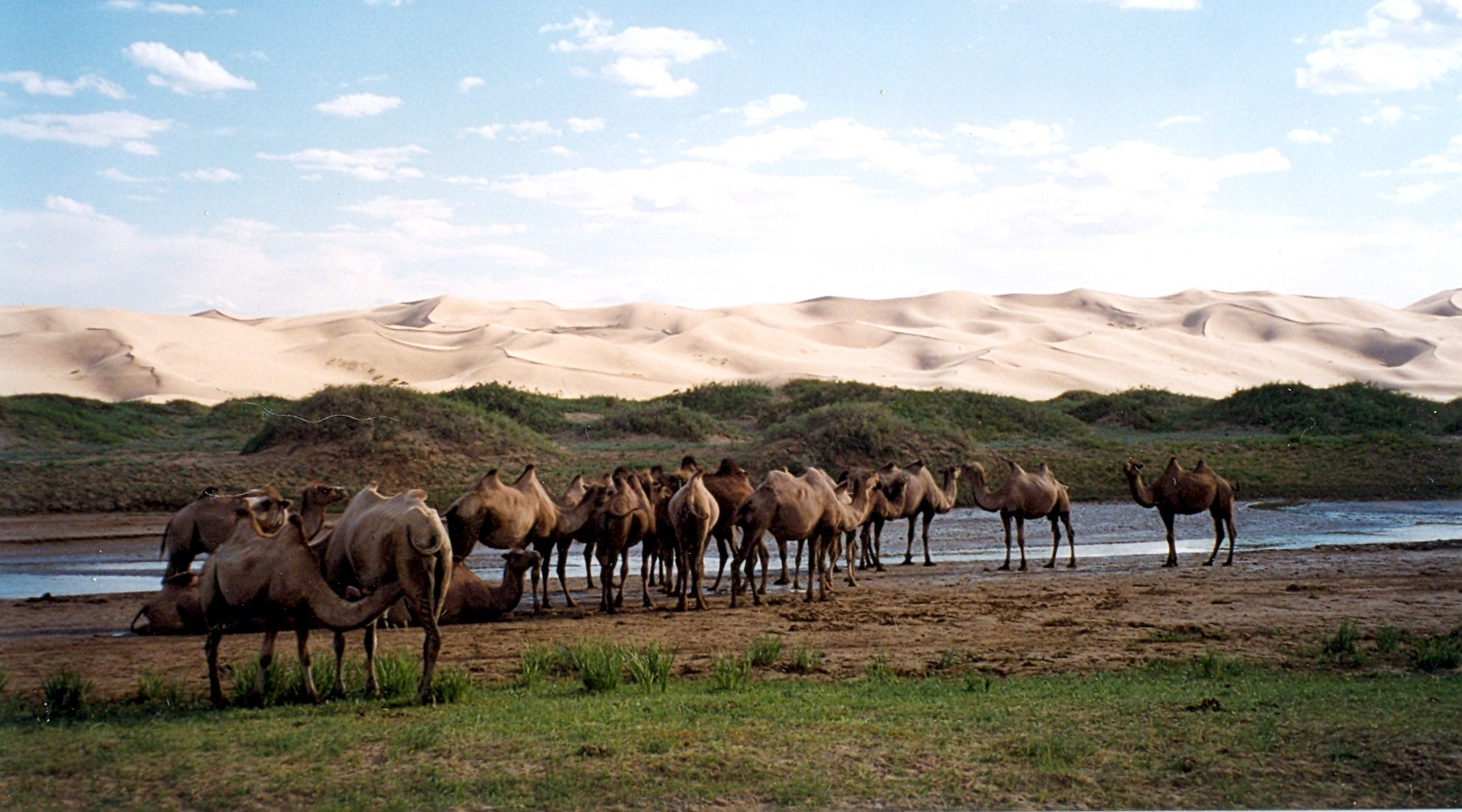
Национальный парк Гурвансахан, Гоби, Монголия

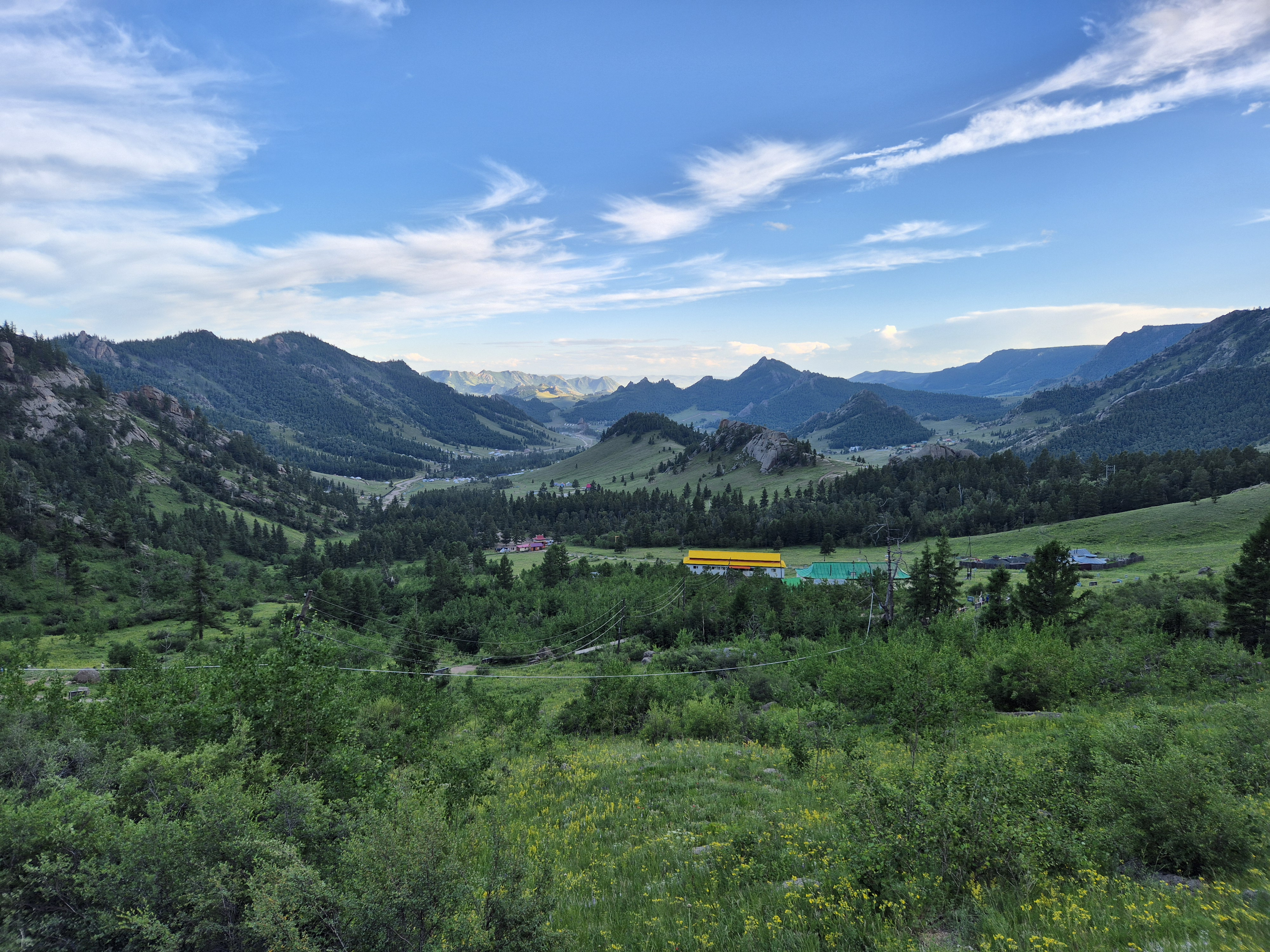
Редколесье в Монголии

Монголия имеет площадь 1 564 116 км² (19 место в мире) и, в основном, представляет собой плато (возвышенная равнина с ровной или волнистой слабо расчленённой поверхностью, ограниченная отчётливыми уступами от соседних равнинных пространств), приподнятое на высоту 900—1500 м над уровнем моря. Протяжённость с севера на юг составляет 1260 км, а с запада на восток — 2400 км. Над этим плато возвышается ряд горных массивов и хребтов. Самый высокий из них — Монгольский Алтай, протянувшийся на западе и юго-западе территории страны на расстояние 900 км. Его продолжением являются более низкие, не образующие единого массива хребты, получившие общее название Гобийский Алтай.
Вдоль границы с Сибирью на северо-западе Монголии расположены несколько хребтов, не образующих единого массива: Хан Хухэй, Улаан-Тайга, Восточный Саян, на северо-востоке — горный массив Хэнтэй, в центральной части Монголии — массив Хангай, разделяющийся на несколько самостоятельных хребтов.
На восток и юг от Улан-Батора в сторону границы с Китаем высота Монгольского плато постепенно уменьшается, и оно переходит в равнины — плоские и ровные на востоке, холмистые на юге. Юг, юго-запад и юго-восток Монголии занимает пустыня Гоби, которая продолжается на севере центральной части Китая. По ландшафтным признакам Гоби — пустыня отнюдь не однородная; она состоит из участков песчаных, скалистых, покрытых мелкими осколками камней, ровных на многие километры и холмистых, разных по цвету — монголы выделяют особо Жёлтую, Красную и Чёрную Гоби. Наземные источники воды здесь очень редки, но уровень подземных вод высокий.
Реки Монголии рождаются в горах. Большинство из них — верховья великих рек Сибири и Дальнего Востока, несущих свои воды в сторону Северного Ледовитого и Тихого океанов. Самые крупные реки страны — Селенга (в границах Монголии — 600 км), Керулен (1100 км), Тэсийн-Гол (568 км), Онон (300 км), Халхин-Гол, Кобдо и др. Самая полноводная — Селенга. Она берёт начало с одного из хребтов Хангая и принимает в себя несколько крупных притоков — Орхон, Хануй-Гол, Чулутын-Гол, Дэлгэр-Мурэн и др. Скорость её течения — от 1,5 до 3 м в секунду. В любую погоду её быстрые холодные воды, текущие в глинисто-песчаных берегах, а потому — всегда мутные, имеющие тёмно-серый цвет. Селенга замерзает на полгода, средняя толщина льда — от 1 до 1,5 м. Она имеет два паводка в году: весенний (снеговой) и летний (дождевой). Средняя глубина при самом низком уровне воды — не менее 2 м. Покинув пределы Монголии, Селенга течёт по территории Бурятии и впадает в Байкал.
Реки в западной и юго-западной частях страны, стекая с гор, попадают в межгорные котловины; выхода в океан они не имеют и, как правило, заканчивают свой путь в одном из озёр.
В Монголии насчитывается свыше тысячи постоянных озёр и гораздо большее количество временных, образующихся в период дождей и исчезающих в период засухи. В раннечетвертичный период значительная часть территории Монголии представляла собой внутреннее море, разделившееся позднее на несколько крупных водоёмов. Нынешние озёра — то, что от них осталось. Самые крупные из них находятся в котловине Больших озёр на северо-западе страны — Убсу-Нур, Хара-Ус-Нур, Хиргис-Нур, глубина которых не превышает нескольких метров. На востоке страны имеются озёра Буйр-Нур и Хух-Нур. В гигантской тектонической впадине к северу от Хангая расположено озеро Хубсугул (глубина — до 238 м), схожее с Байкалом по составу воды, реликтовой флоре и фауне.

### Климат
В Монголии резко континентальный климат с морозной малоснежной зимой и теплым относительно влажным летом. Важной чертой климата является наличие летних муссонных дождей. В столице, городе Улан-Баторе, расположенном примерно посередине между горными массивами северо-запада и пустынной засушливой зоной юго-востока страны, температура колеблется от минус 25—35 °С зимой, до плюс 25—35 °С летом. Улан-Батор выделяется среди всех столиц мира тем, что в нём самая низкая среднегодовая температура.
Если на северо-западе ежегодно выпадает 250—510 мм осадков, то в Улан-Баторе — лишь 230—300 мм, ещё меньше осадков выпадает в пустынной области Гоби.
В горных районах, на севере и западе страны часто бывает холодно. На большей части страны летом жарко и очень холодно зимой, со средними показателями января, понижающимися до −30 °C.

## История

### Создание Хуннской империи
В IV веке до н. э. в степи, примыкавшей к окраине Гоби, сложился народ хунну. В III веке до н. э. хунну, населявшие Монголию и северные области современного Китая, вступили в борьбу с китайскими государствами. В 202 году до н. э. была создана первая империя кочевых племён — империя хуннов под предводительством Модун Шанью, сына степных кочевников. О существовании империи хуннов есть много свидетельств из китайских источников разных эпох. Хунны до 93 года н. э. правили в монгольской степи; после распада их империи на её территории образовались Жужаньский каганат, Тюркский каганат и Сяньбийское государство.

### Становление Монгольского государства
В начале XII века разрозненные монгольские племена предприняли очередную попытку объединиться в государство, которое напоминало скорее союз племён и вошло в историю под названием Хамаг Монгол. Его первым правителем был Хайду-хан. Его внук Хабул-хан был уже в состоянии одержать временную победу над соседними районами империи Цзинь, и от него откупились небольшой данью. Его преемник Амбагай-хан был, однако, схвачен враждебным монгольским племенем татар (в дальнейшем, название «татары» было закреплено за тюркскими народностями) и передан чжурчжэням, которые предали его мучительной казни. Через несколько лет татарами был убит Есүгей баатар (монг. Есүхэй баатар), отец Темучжина (монг. Тэмүүжин) — будущего Чингисхана.
К власти Темучин шёл постепенно, сначала ему оказал покровительство Ван-хан, правитель кереитов в Центральной Монголии. Как только Темучин обрёл достаточное количество сторонников, он покорил три самых сильных племенных объединения в Монголии: татарское — на востоке (1202 год), своих бывших покровителей кереитов — в Центральной Монголии (1203), и найманов — на западе (1204 год). На курултае — съезде монгольской знати в 1206 году — он был провозглашён верховным ханом всех монголов и получил титул Чингисхана.

### Создание империи Чингисхана и Монгольская империя

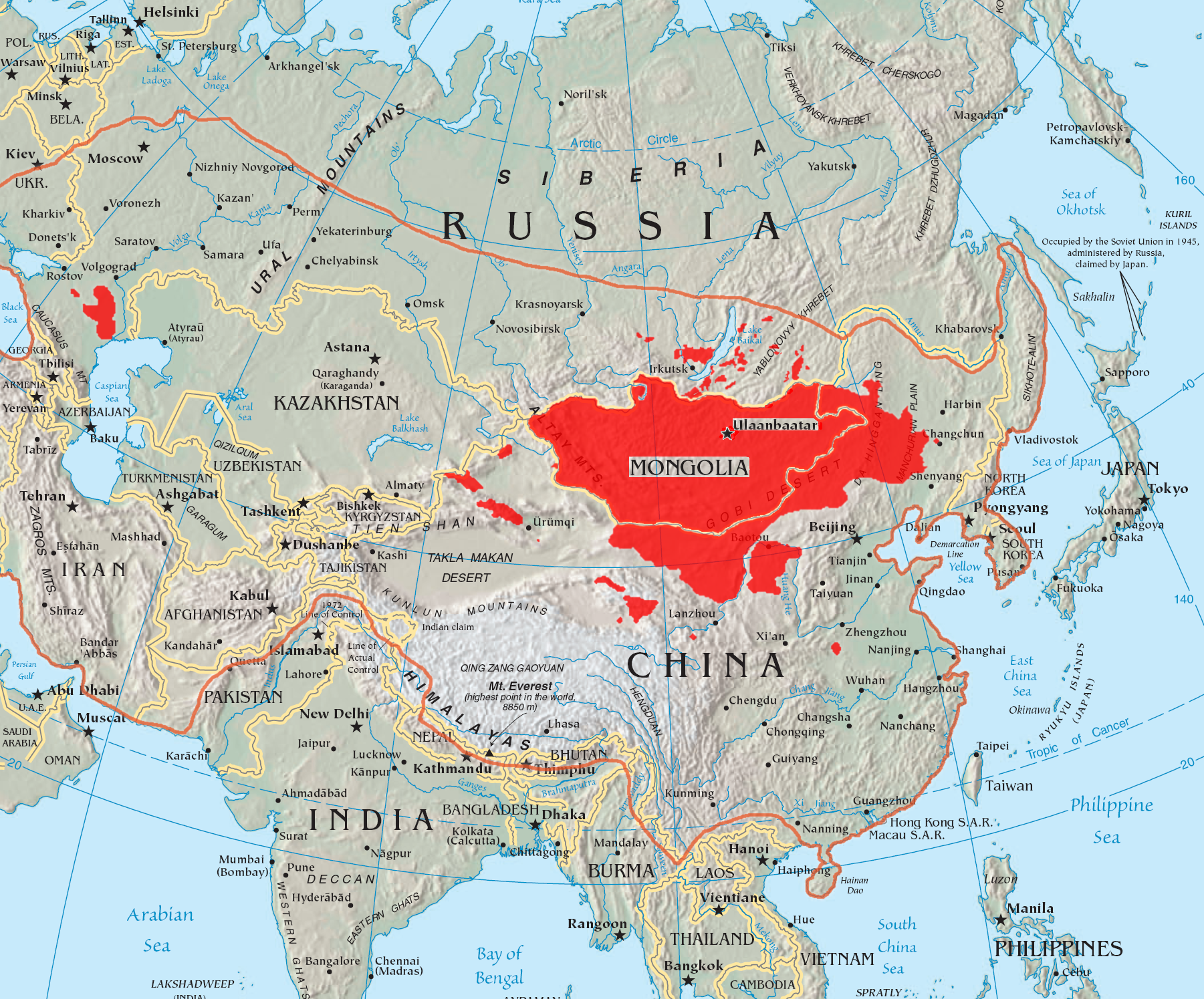
Границы Монгольской империи в XIII веке (оранжевый) и область расселения современных монголов (красный)

Монгольская империя появилась в 1206 году в результате объединения монгольских племён между Маньчжурией и Алтайскими горами и провозглашения Чингисхана верховным ханом. Чингисхан правил Монголией с 1206 года по 1227 год. Монгольское государство значительно расширилось за счёт ведения Чингисханом ряда военных кампаний — известных своей жестокостью — охвативших большую часть Азии и территории Китая (улус Великого Хана), Средней Азии (Чагатайский улус), Ирана (Государство Ильханов) и часть Киевской Руси (улус Джучи, или Золотая Орда). Это была самая крупная империя, включавшая в себя самую большую в мировой истории смежную территорию. Она простиралась от современных Польши на западе до Кореи на востоке, и от Сибири на севере до Оманского залива и Вьетнама на юге.

### Монгольская империя Юань (1271—1368)
В 1260 году после перенесения столицы из Каракорума в Ханбалык на территории современного Китая началось проникновение тибетского буддизма в среду монгольской знати. В 1368 году, в результате антимонгольского восстания, империя Юань была разрушена, а Китай отделился от Монголии. В 1380 году войска китайской династии Мин сожгли Каракорум.

### Постимперский период (1368—1691)
После возвращения юаньских ханов в Монголию была объявлена династия Северная Юань. Последующий период, так называемый период «малых ханов», характеризовался слабой властью великого хана и постоянными междоусобными войнами. Неоднократно верховная власть в стране переходила в руки не-чингисидов, например, ойратского Эсэн-тайши. Последний раз объединить разрознённые монгольские тумены удалось Даян-хану Бату-Мункэ к концу XV века.

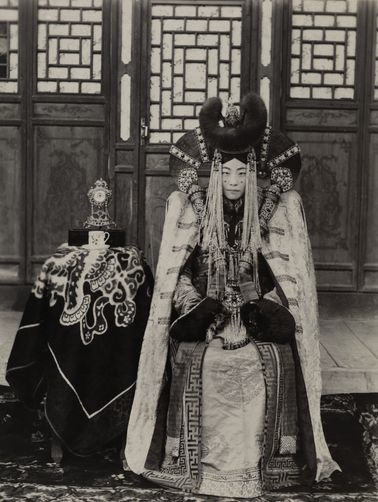
Знатная монголка эпохи Цин

В XVI веке в Монголию вновь проник и занял твёрдые позиции тибетский буддизм. Монгольские и ойратские ханы и князья активно участвовали в тибетских междоусобицах между школами гелуг и кагью.

### Позднемонгольские государства в составе империи Цин
Маньчжурами были оккупированы:
- в 1636 году — Внутренняя Монголия (ныне — автономный район Китая),
- в 1691 году — Внешняя Монголия (ныне — государство Монголия),
- в 1755 году — Ойрат-Монголия (Джунгарское ханство, ныне — территория Синьцзян-Уйгурского Автономного Района Китая и Восточного Казахстана),
- в 1756 году — Танну-Урянхай (Тува, ныне входящая в состав России),

Маньчжуры включили их в состав всекитайской империи Цин, управляемой маньчжурской династией Айсинь Гьоро. Вновь независимость Монголия обрела в 1911 году во время Синьхайской революции, разрушившей империю Цин.

### Богдо-ханская Монголия

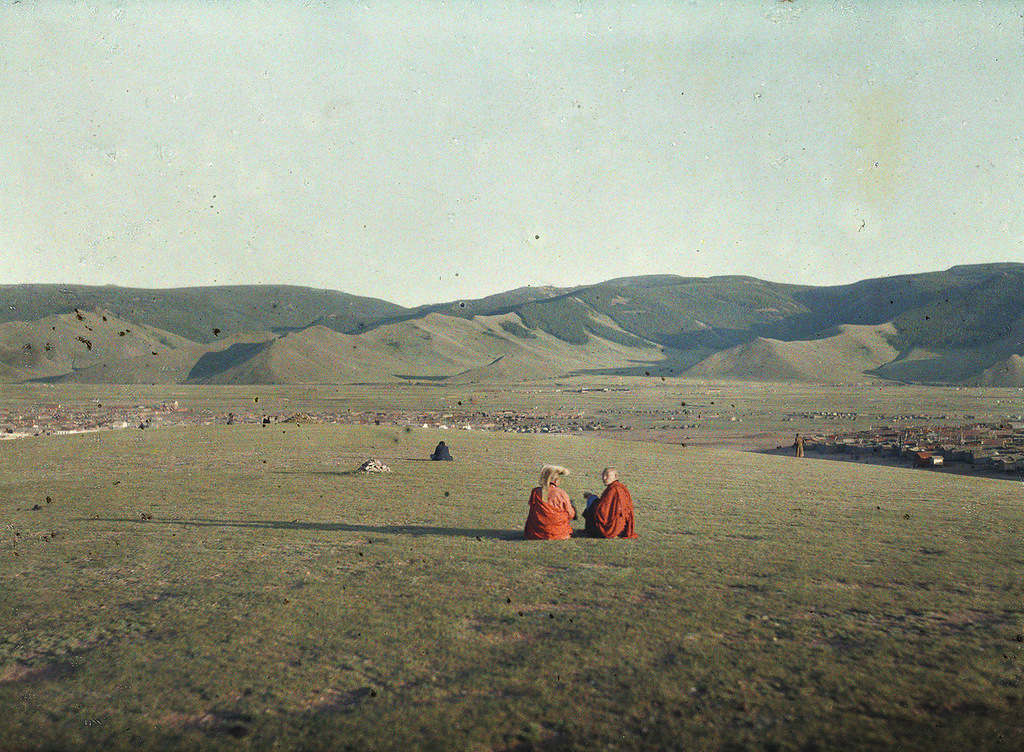
23 июня 1913 года, общий вид на Ургу

В 1911 году в Китае произошла Синьхайская революция, разрушившая империю Цин.
В 1911 году в Монголии произошла национальная революция. Во главе провозглашённого 1 декабря 1911 года монгольского государства находился Богдо-хан (Богдо-гэгэн VIII). По Кяхтинскому договору 1915 года Монголия была признана автономией в составе Китайской республики. В 1919 году страна была оккупирована китайцами, а автономия была ликвидирована генералом Сюй Шучжэном. В 1921 году дивизия русского генерала Р. Ф. фон Унгерн-Штернберга совместно с монголами выбила китайцев из столицы Монголии — Урги. Летом 1921 года войска РСФСР, Дальневосточной республики и красных монголов нанесли ряд поражений Унгерну. В Урге было создано Народное правительство, власть Богдо-гэгэна была ограничена. После его смерти в 1924 году Монголия была объявлена народной республикой.
Вплоть до окончания Второй мировой войны единственным государством, признавшим независимость Монголии, был СССР.

### Монголия при бароне фон Унгерне
Осенью 1920 г., во время гражданской войны в России, азиатская дивизия барона Унгерна была вытеснена в Монголию. После пересечения границы она сразу направилась к столице. Монголия была оккупирована китайскими войсками, и азиатскую дивизию встречали как освободителей. С наскока Ургу взять не удалось. Тем не менее, накопив сил и собрав подкрепление из монгол и бегущих из России белогвардейцев, барон вновь пошёл на штурм. Обладая почти пятикратным перевесом и находясь в выгодной, с тактической точки зрения, обороне, китайские войска всё же проиграли битву. Весной 1921 г. Монголия обрела независимость. Монарх Богдо-гэгэн VIII вернул свой трон и в благодарность пожаловал фон Унгерну титул хана. Далее Унгерн решил перейти к восстановлению империи Чингисхана и силами Азиатской дивизии противостоять большевикам, расширяя страну до размеров Великой Монгольской империи, но потерпел неудачу. Поход 1921 г. против большевиков окончился провалом. Уставшие от войны и потрёпанные боями войска решили сдаться большевикам и прекратить сопротивление, вследствие чего Унгерн был пленён.

### Монгольская Народная Республика

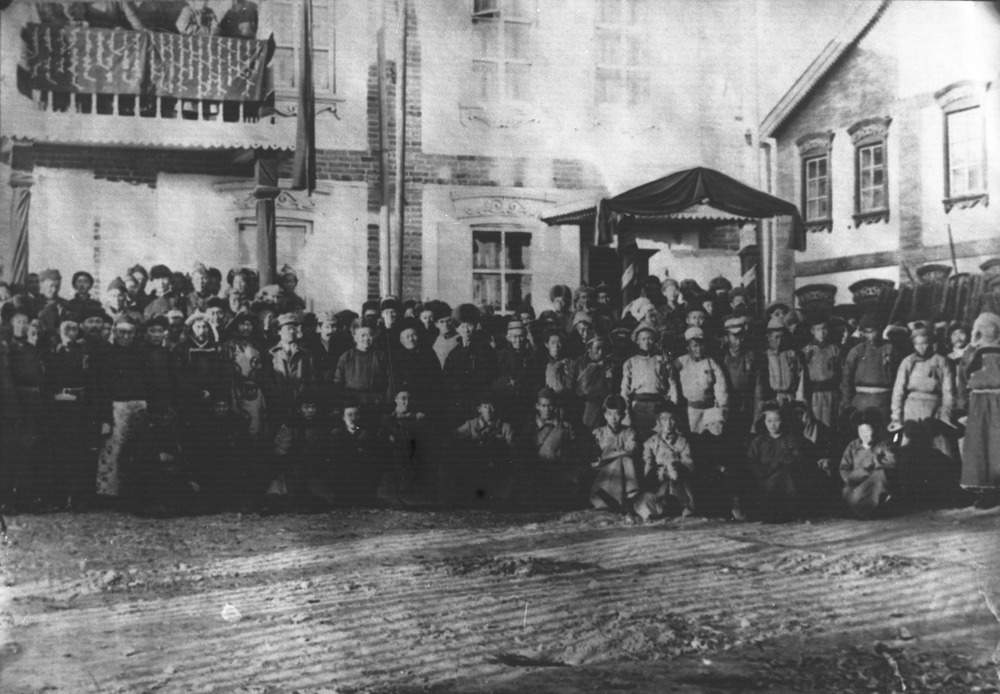
Национальный Великий Хурал, который принял первую Конституцию

В 1924 году, после смерти религиозного лидера и монарха Богдо-хана, при поддержке со стороны Советского Союза, была провозглашена Монгольская Народная Республика. К власти постепенно пришли секретарь ЦК МНРП Пэлжедиийн Гэндэн, председатель СНК МНР Анандын Амар и командующий МНРА Хорлогийн Чойбалсан.
При активной экономической и организационно-технической поддержке СССР были приняты меры по перестройке и развитию экономики МНР на социалистических началах.
В 1929 году в стране почти одновременно с СССР была начата коллективизация. В 1929—1931 годах у крупных феодалов был изъят скот и имущество. Государство поддерживало хозяйства бедных и средних аратов, предпринимало меры на повышение товарности их хозяйств. Поощрялись как простейшие формы трудовой кооперации, так и создание государственных хозяйств. В 1940 году по сравнению с 1932 годом объём валовой продукции промышленности возрос в 22 раза.
С 1934 года глава СССР Иосиф Сталин требовал от главы МНР П. Гэндэна развернуть репрессии против буддийского духовенства, чего сам Гэндэн не хотел, будучи глубоко религиозным человеком. Он старался уравновесить влияние Москвы и даже обвинял Иосифа Сталина в «красном империализме» — за что и поплатился: в 1936 году был смещён со всех постов и помещён под домашний арест, а затем приглашён на отдых на Чёрное море, арестован и расстрелян в Москве в 1937 году. На его месте оказался председатель СНК МНР Анандын Амар, который тоже был вскоре снят со своих постов и расстрелян. Страной стал управлять Х. Чойбалсан, чётко выполнявший все указания Сталина.
С начала 1930-х годов набирали свою силу репрессии по образцу советских: была проведена коллективизация крупного рогатого скота у монахов, уничтожение буддийских монастырей и врагов народа — аристократов, монахов, контрреволюционеров и японских агентов (в Монголии к 1920 году приблизительно одна треть мужского населения были монахами, и функционировало около 750 монастырей). Жертвами политических репрессий, имевших место в 1937—1938 годах, стали 36 тысяч человек (то есть около 5 % населения страны), больше половины из которых составили буддийские монахи. Религия была запрещена, были ликвидированы сотни монастырей и храмов (полностью или частично уцелели только шесть монастырей).
Японский империализм был для Монголии важнейшей внешнеполитической проблемой, особенно после вторжения японцев в соседнюю Маньчжурию в 1931 году. В Советско-японской войне 1939 года совместными действиями советских и монгольских войск на Халхин-Голе была отражена агрессия Японии на территорию республики. Монголия, как союзник СССР, оказала посильную экономическую помощь СССР в годы Великой Отечественной войны, также принимала участие в разгроме японской Квантунской армии в 1945 году.

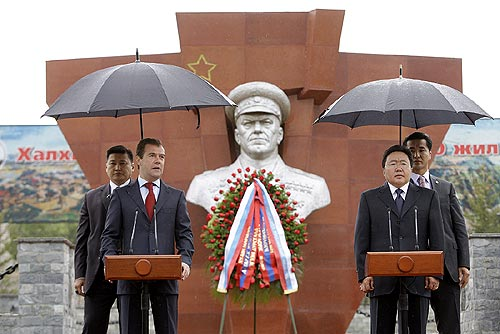
Церемония награждения монгольских и российских ветеранов — участников сражения на Халхин-Голе государственными наградами России и Монголии.

В августе 1945 года монгольские войска также участвовали в советско-монгольской стратегической наступательной операции во Внутренней Монголии. Угроза воссоединения Внутренней и Внешней Монголии заставила Китай пойти на предложение о референдуме по признанию статус-кво и независимости Монгольской Народной Республики. Референдум состоялся 20 октября 1945 года, и (в соответствии с официальными цифрами) 99,99 % избирателей, внесённых в списки, проголосовали за независимость. После создания КНР обе страны взаимно признали одна другую 6 октября 1949 года. После признания независимости со стороны Китая Монголию признали другие государства. Китай несколько раз ставил вопрос о «возвращении» Внешней Монголии, но получал категорический отказ со стороны СССР. Последней страной, признавшей независимость Монголии, стала Китайская Республика (Тайвань) в связи с потерей националистической партией Гоминьдан в 2002 году большинства в парламенте.

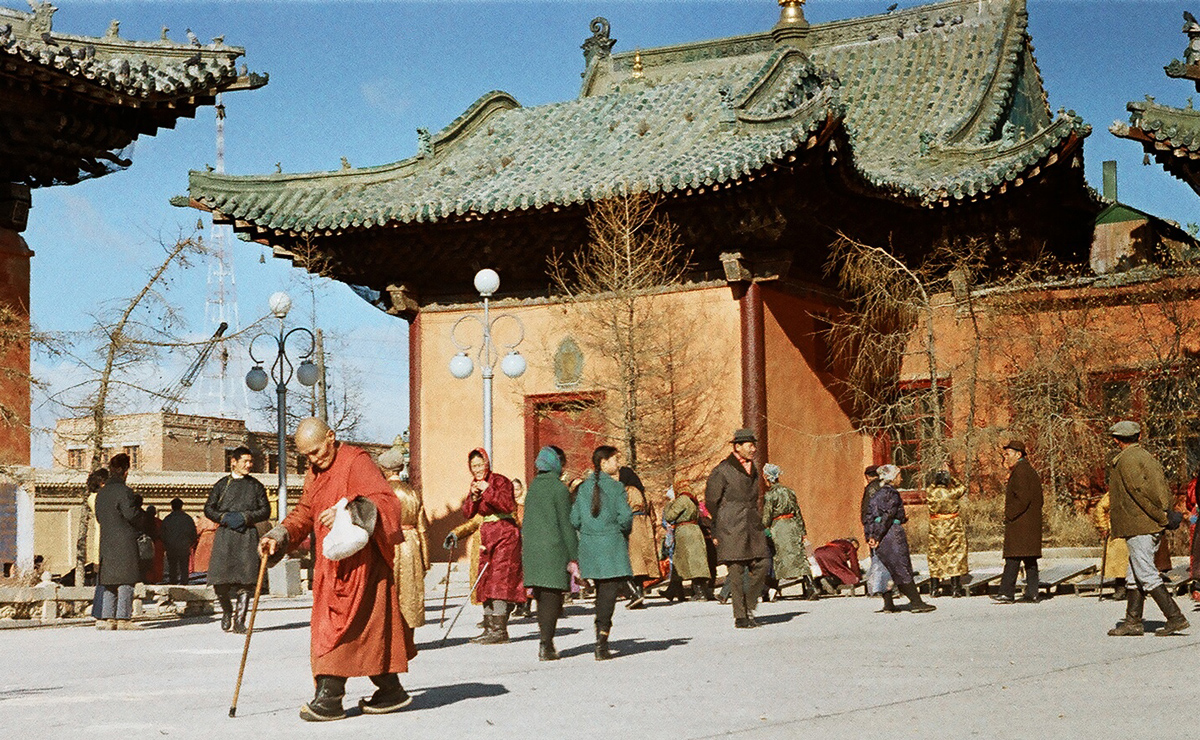
Столичный монастырь Гандан, 1972

26 января 1952 года к власти пришёл Юмжагийн Цэдэнбал, бывший соратник Чойбалсана. В 1956, и вновь в 1962 году, МНРП осудила культ личности Чойбалсана, в стране произошла относительно нерепрессивная коллективизация сельского хозяйства, сопровождавшаяся внедрением в народные массы бесплатной медицины и образования и определённых социальных гарантий. В 1961 году МНР стала членом ООН, в 1962 году — членом возглавляемой СССР организации Совета Экономической Взаимопомощи. На территории Монголии были размещены части 39-й общевойсковой армии и другие войсковые части Забайкальского военного округа (55 тысяч человек) СССР; МНР встала на сторону СССР в период обострения советско-китайских отношений. Монголия стала получателем массовой экономической помощи со стороны СССР и ряда стран СЭВ.
В связи с тяжёлой болезнью, в августе 1984 года при непосредственном участии ЦК КПСС Ю. Цэдэнбал был смещён со всех постов, отправлен на пенсию и вплоть до самой смерти в 1991 году находился в Москве. Генеральным секретарём ЦК МНРП, Председателем Президиума Великого народного хурала, стал Жамбын Батмунх.

#### Перестройка в Монголии
В 1987 году Ж. Батмунх, вслед за СССР, объявил о курсе на Перестройку. 7 декабря 1989 года состоялся первый не санкционированный властями митинг, лозунгами которого стали курс на демократизацию страны, обновление партии, ведение жёсткой борьбы с недостойными общественными явлениями. В январе — марте 1990 года возникло несколько оппозиционных партий и движений («Движение социалистической демократии», «Монгольская демократическая партия», «Монгольская социал-демократическая партия» и другие). В марте 1990 года прошёл пленум МНРП, на котором члены её Политбюро подали в отставку, а 21 марта 1990 года был избран новый Генеральный секретарь Гомбожавин Очирбат. В мае 1990 года на сессии ВНХ была исключена статья Конституции о руководящей роли МНРП, приняты Закон о политических партиях, решение о досрочных выборах и об учреждении в стране Малого государственного хурала и поста президента. Пленум ЦК партии также принял решения: об исключении из рядов МНРП Ю. Цэдэнбала (его заочно обвинили в том, что в период его руководства страной многие члены партии подверглись преследованиям и гонениям), о начале работы по реабилитации невинно осуждённых и пострадавших в годы политических репрессий 1930—1950-х годов. На первом заседании обновлённого Политбюро ЦК МНРП было принято решение о переходе на самофинансирование МНРП и сокращении бюрократического аппарата — в частности, аппарата ЦК партии. Также Политбюро разрешило издание новой независимой газеты. В августе 1990 года прошли первые выборы на многопартийной основе Великого народного хурала, победу на которых одержала МНРП (61,7 % голосов). Несмотря на победу, МНРП пошла на создание первого коалиционного правительства, хотя первый президент Пунсалмаагийн Очирбат (делегат от МНРП) был избран не всенародным голосованием, а на сессии Великого народного хурала. В феврале 1991 года на XX съезде МНРП Генеральным секретарём был избран Б. Даш-Ёндон, который провозгласил в качестве партийной идеологии так называемую «центристскую идеологию». После запрета КПСС, в сентябре 1991 года президент П. Очирбат утвердил закон МНРП «Об отказе от партийного членства при исполнении должностных обязанностей», распространённый на президента, вице-президента, председателя Малого Хурала, председателей судов, членов судов и судей всех уровней, прокуроров и следователей всех уровней, военнослужащих, полиции, органов государственной безопасности, исправительно-трудовых колоний, дипломатических служб, руководителей и сотрудников государственной прессы и информационной службы.

### Современная Монголия
В январе 1992 года приняли новую Конституцию Монголии, а в феврале того же года — новая программа МНРП, однако МНРП сохраняла власть: на прошедших в июне 1992 года выборах в Великий государственный хурал она получила 70 мест, Демократический альянс — только 4 места, Монгольская социал-демократическая партия — 1 место, и 1 мандат был предоставлен беспартийному самовыдвиженцу. МНРП начало быстро осуществлять рыночные реформы — в частности, приватизацию — в 1993 году частный сектор произвёл 60 % ВВП страны. Поголовье скота возросло с 25,8 млн голов в 1990 году до 28,5 млн голов в 1995 году.
Вскоре экономическое положение резко ухудшилось: инфляция за 1992 год составила 352 % и в начале 1993 года в Улан-Баторе была введена карточная система.
В июне 1993 года на всеобщих президентских выборах победил П. Очирбат (57,8 % голосов), который ранее отказался от членства в МНРП и был выдвинут оппозиционными партиями.
На парламентских выборах 1996 года победу одержал оппозиционный Демократический союз; Демократический союз продолжил приватизацию, отпустил цены, провёл чистку госаппарата от членов МНРП.
Результатом стало возвращение к власти МНРП: в мае 1997 года кандидат от этой партии Н. Багабанди стал президентом Монголии, а в 2000 году партия выиграла выборы в Великий народный хурал. 
В начале 2000-х из-за заморозков в стране погибло около трети поголовья скота.
В 2004 году МНРП на парламентских выборах получила только 38 мандатов, что привело к формированию коалиционного правительства во главе с демократом Ц. Элбегдоржем.
Вскоре МНРП взяла реванш: на президентских выборах 2005 года победил её кандидат Н. Энхбаяр, а в 2006 году 10 министров-членов МНРП вышли из коалиционного правительства, что привело к его отставке.
В 2008 году произошла так называемая «юрточная революция».
В том же году после парламентских выборов было образовано коалиционное правительство: 8 членов МНРП и 5 членов Демократической партии.
На президентских выборах 2010 года победу одержал представитель Демократической партии Ц. Элбэгдорж.
В 2012 году Демократическая партия получила большинство мест в парламенте.
В 2016 году прошли очередные выборы в Великий государственный хурал, победила Монгольская народная партия.
В 2025 году прошли протесты из-за сообщений о значительных расходах сына премьер-министра.

## Государственное устройство
Монголия — смешанная республика. Здесь действует Конституция Монголии от 13 января 1992 года, вступившая в силу 12 февраля 1992 года.
21 ноября 1991 года Великий народный хурал принял решение изменить название страны и после вступления в силу новой конституции (12 февраля 1992 года) МНР стала называться Монголия.
Глава государства — президент, избираемый на альтернативной основе путём всеобщего прямого и тайного голосования сроком на 4 года. Президент может переизбираться ещё на один срок.
В отсутствие президента функции главы государства исполняет председатель Великого государственного хурала. Президент является также главнокомандующим вооружённых сил страны.
Законодательную власть осуществляет парламент — Великий государственный хурал (ВГХ) в составе 76 членов, избираемых всенародно путём тайного голосования сроком на 4 года. Возглавляют ВГХ председатель, зампред и генсекретарь, избираемые тайным голосованием из его состава.
Исполнительную власть осуществляет правительство, формируемое ВГХ по предложению премьер-министра и согласованию с президентом. Кандидатуру главы Кабинета министров представляет на рассмотрение ВГХ президент. Правительство подотчётно ВГХ.
На местах власть осуществляют органы местного самоуправления: аймачные, городские, районные и сомонные хуралы, депутаты которых избираются населением сроком на 4 года.

## Политическое устройство
С июля 1996 по июль 2000 года страной управляла коалиция новых партий, одержавших победу на парламентских выборах в июне 1996 г. Крупнейшей в коалиции являлась «Монгольская национально-демократическая партия» («НДП»), образованная в 1992 году на базе слияния ряда либеральных и консервативных партий и группировок. В 2001 г. «НДП» была переименована в «Демократическую партию». В коалицию вошли также «Монгольская социал-демократическая партия» («МСДП», основана в 1990), «Партия зелёных» (экологическая) и «Религиозная демократическая партия» (клерикально-либеральная, создана в 1990).
На выборах 2000 к власти вернулась ранее правившая «Монгольская народно-революционная партия» (МНРП). МНРП была создана как «Монгольская народная партия» на основе слияния в июле 1920 года двух подпольных революционных кружков. Программа партии, принятая на её I съезде в марте 1921 года ориентировалась на «антиимпериалистическую, антифеодальную народную революцию». С июля 1921 МНП стала правящей партией, установила тесные связи с советскими коммунистами и Коминтерном. III съезд МНП в августе 1924 официально провозгласил курс на переход от феодализма к социализму, «минуя капитализм», что было закреплено в партийной программе, принятой на IV съезде в 1925 году. В марте 1925 МНП переименовали в МНРП, которая превратилась в марксистско-ленинскую партию. Программа, одобренная X съездом (1940), предусматривала переход от «революционно-демократического этапа» развития к социалистическому, а программа 1966 — завершение «строительства социализма». В начале 1990-х, однако, МНРП официально отказалась от марксизма-ленинизма и стала выступать за переход к рыночной экономике при сохранении стабильности общества и подъёме благосостояния населения. Новая программа, принятая в феврале 1997 года, определяет её как демократическую и социалистическую партию.
Помимо двух основных политических сил, в Монголии действуют и другие партии и организации: «Объединённая партия национальных традиций», объединившая в 1993 году несколько правых группировок, «Альянс родины» (включивший «Монгольскую демократическую новую социалистическую партию» и «Монгольскую партию труда») и др.

### Политическая ситуация последних десятилетий
11 января 2006 года в Монголии разразился внутриполитический кризис, начавшийся с раскола кабинета министров — «Монгольская народно-революционная партия» (МНРП) заявила о своём выходе из коалиционного правительства.
13 января в Улан-Баторе произошли массовые беспорядки. Около полутора тысяч сторонников премьер-министра Цахиагийна Элбэгдоржа, представляющего «Демократическую партию» (ДП), собрались на центральной площади Улан-Батора на акцию протеста против решения МНРП. Они выбили стеклянные двери главного входа штаб-квартиры МНРП и, несмотря на сопротивление 300 полицейских, ворвались в здание. Никого из руководства партии нападающие не обнаружили, но несколько часов здание находилось под их контролем.
Эти действия привели к нарушению некого «перемирия» между двумя крупнейшими политическими силами страны. Нынешняя правительственная коалиция была сформирована в результате сложных и длительных переговоров после выборов 2004 года, когда ни одна из двух основных партий не получила достаточного количества мест в парламенте для самостоятельного формирования правительства. МНРП получила 38 мест из 76, ДП — 34 места. По итогам переговоров, «НРП» получила 10 из 18 министерских портфелей, а ДП — 8 и пост председателя правительства.
Вечером 13 января парламент Монголии проголосовал за отставку коалиционного правительства.
Хотя в результате выборов 29 июня 2008 почти полный контроль получила «Монгольская народно-революционная партия» (46 депутатских мест из 76), она сформировала коалиционное правительство. Число портфелей распределено: 60 % — МНРП, и 40 % — ДП.
1 июля 2008 года избиратели «Демократической партии» и других оппозиционных партий организовали демонстрацию протеста против, по их мнению, фальсификации результатов прошедших выборов, позднее вылившуюся в беспорядки, многочисленные поджоги и грабежи в центре Улан-Батора, при подавлении которых властями погибли 5 человек, большое число участников беспорядков были ранены, сотни людей были арестованы.
В 2010 году МНРП официально вернула себе старое название — «Монгольская народная партия» (МНП).
25 июня 2021 года в должность президента вступил Ухнаагийн Хурэлсух, ставший шестым президентом Монголии.

## Административное деление

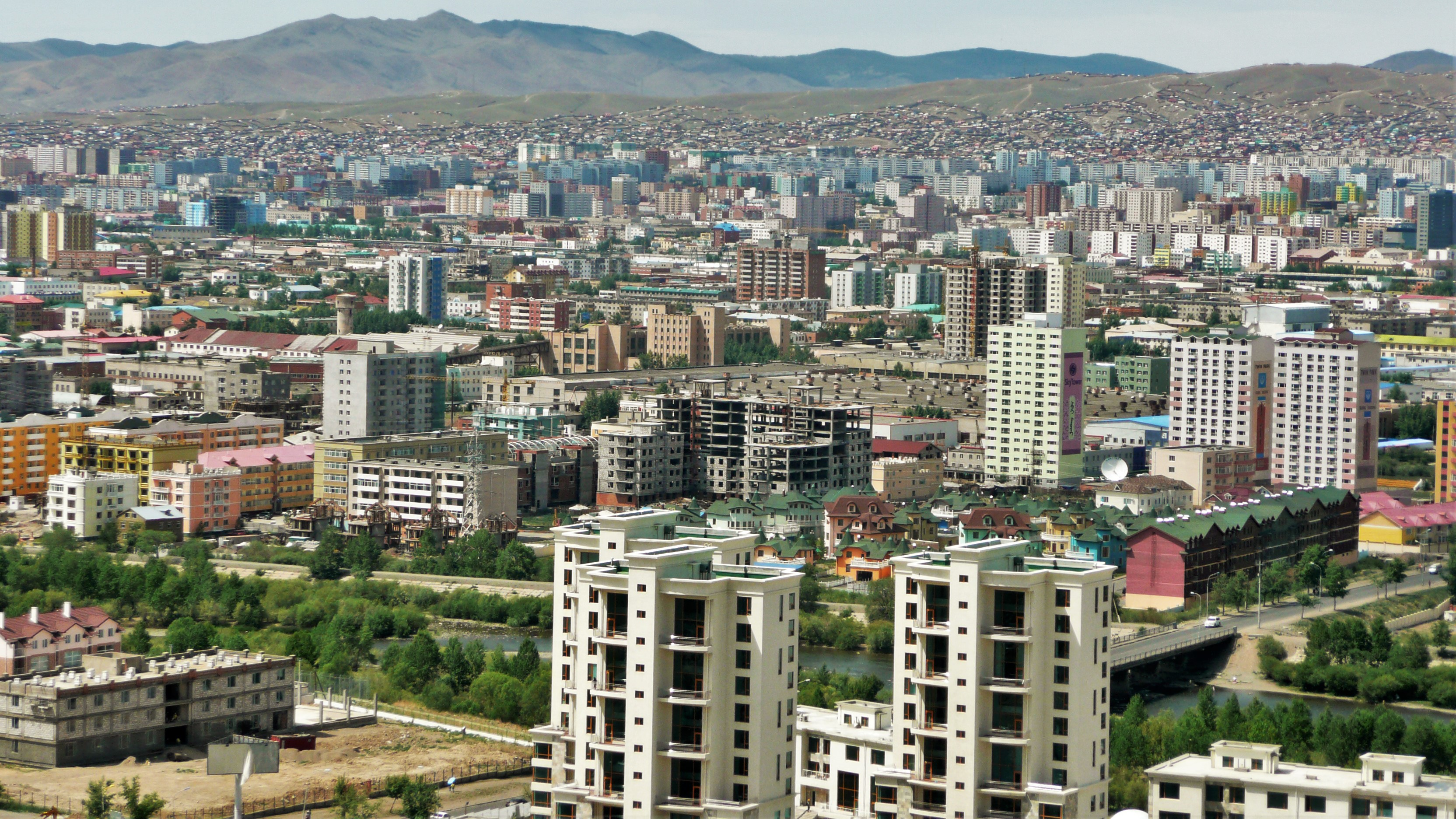
Улан-Батор

Монголия делится на 21 аймак, которые, в свою очередь, имеют в своём составе 329 сомонов. Столица — Улан-Батор — является самостоятельной административной единицей.
В состав Монголии входят следующие аймаки:
- Архангай
- Баян-Улгий
- Баянхонгор
- Булган
- Дорноговь
- Дорнод
- Говь-Алтай
- Говь-Сумбэр
- Дархан-Уул
- Завхан
- Ховд
- Орхон
- Сэлэнгэ
- Дундговь
- Сухэ-Батор
- Увс
- Уверхангай
- Хувсгел
- Хэнтий
- Туве
- Умнеговь

## Адресная система Монголии
Из-за существования в стране значительного количества временных поселений (сомонов), изменяющих пространственное положение со временем, традиционные адресные системы (город, улица, дом) не слишком подходят для Монголии.
2 февраля 2008 года Правительство Монголии приняло решение об адаптации для нужд страны технологии Универсальной адресной системы (англ. Universal Address System), то есть использовании «Natural Area Code» (NAC) для адресации объектов на местности.
Эта система позволяет адресовать на местности в пределах Земли как целые регионы, так и города, отдельные дома и даже мелкие объекты с точностью до метра. Чем более точно указан адрес, тем длиннее его код.
Например, адрес города Улан-Батора в целом — RV-W QZ, а памятника в центре площади Сухэ-Батора в Улан-Баторе — RW8SK QZKSL.
Суть адресного кода NAC весьма проста и сходна с номенклатурной системой именования отдельных листов карт масштабного ряда или с системой пространственной индексации «Oracle Spatial».
Универсальная адресная система носит глобальный характер и хорошо подходит для использования в системах цифровой картографии, геоинформационых и навигационных системах.

## Экономика

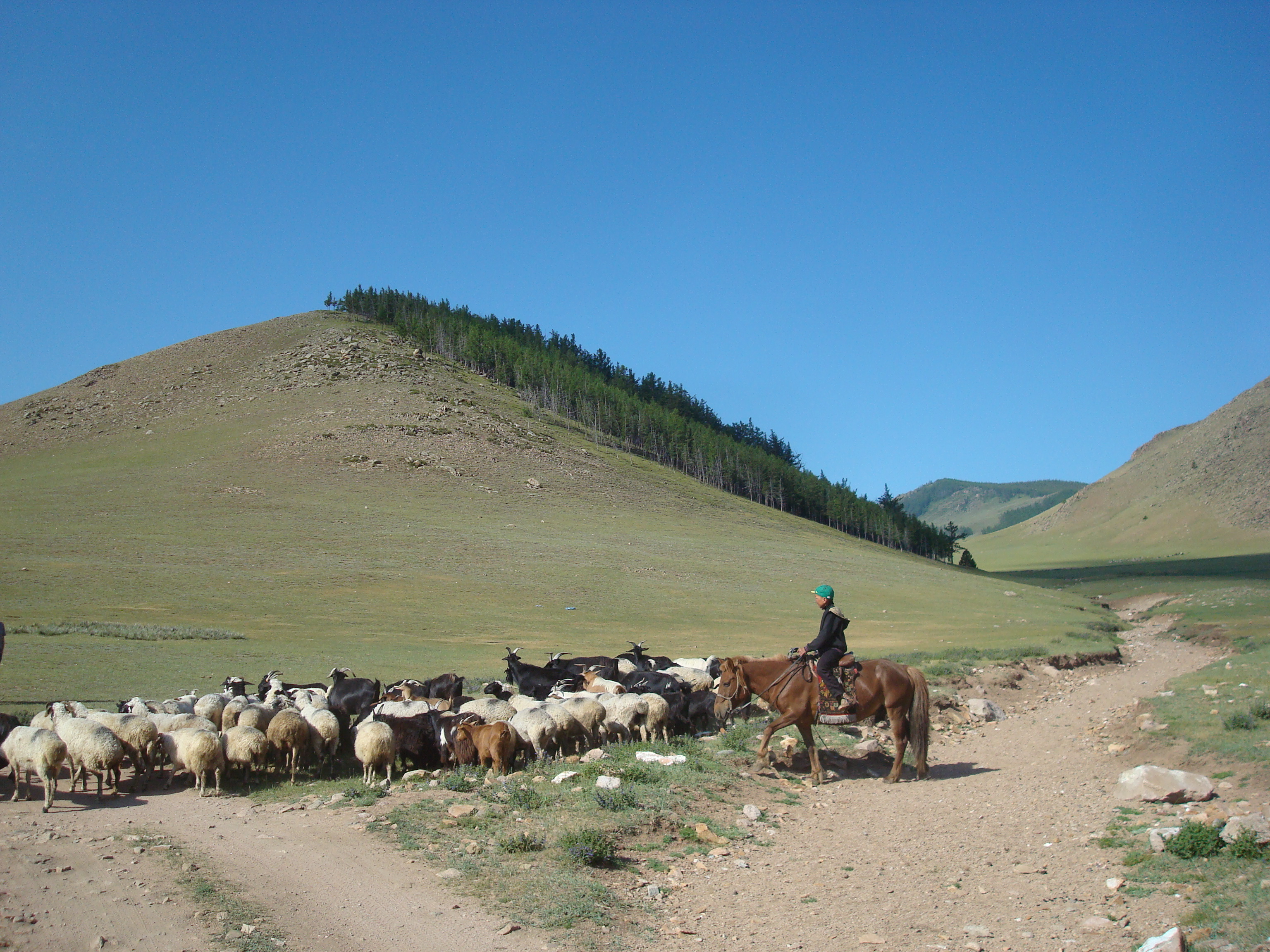
Чабан

Хотя большее число людей проживают в городах, экономика Монголии сосредоточена на таких отраслях, как добыча полезных ископаемых и сельское хозяйство. Такие минеральные ресурсы, как медь, уголь, молибден, олово, вольфрам и золото составляют значительную часть промышленного производства страны.
В период с 1924 по 1991 годы МНР получила крупную финансово-экономическую помощь от СССР. На пик оказания этой помощи приходится одна треть её ВВП. В начале 1990-х годов и в следующем десятилетии, экономика Монголии испытала сильный спад с последующей стагнацией.
ВВП по ППС — 15,17 млрд долларов США (2012).
ВВП на душу населения по ППС (2012) — 5400 доллара США.
Уровень безработицы — 6,1 % (2024)
Экспорт ($6,88 млрд в 2017): уголь (33 %), медь (24 %), золото (18 %), сырая нефть (5,4 %), железная руда (4,3 %) шерсть (3,4 %).
Основные покупатели в 2017 году — Китай (76 %), Швейцария (9,6 %), Великобритания (9,6 %). Доля России (0,83 %).
Импорт ($4,5 млрд в 2017): машины и оборудование (21,1 %), нефтепродукты (18 %), транспортные средства (14,7 %), готовые продукты питания и сигареты (8,6 %), химикаты (7,1 %), а также металлургическая продукция, потребительские товары, древесина и др.
Основные поставщики в 2017 году — Китай (32 %), Россия (28 %), Япония (8,7 %)
Внешний долг — $34,6 млрд (на 31 декабря 2024).
Монголия является членом Всемирной торговой организации (с 1997 года).
Основными торговыми партнёрами страны являются Китай и Россия, и экономика Монголии во многом зависит от этих стран. В 2006 году 68,4 % экспорта Монголии осуществлялось в Китай, в то время как на импорт приходилось всего 29,8 %.
Средний размер оплаты труда в 2019 году составляет ₮1 025 600 ($393,25) (брутто) и ₮923 040 ($353,93) (нетто). С 1 января 2019 года минимальный размер оплаты труда составляет ₮320 000 ($122,7) (брутто) и ₮288 000 ($110,43) (нетто). С 1 января 2023 года минимальный размер оплаты труда составляет ₮550 000 ($156,29).

## Население

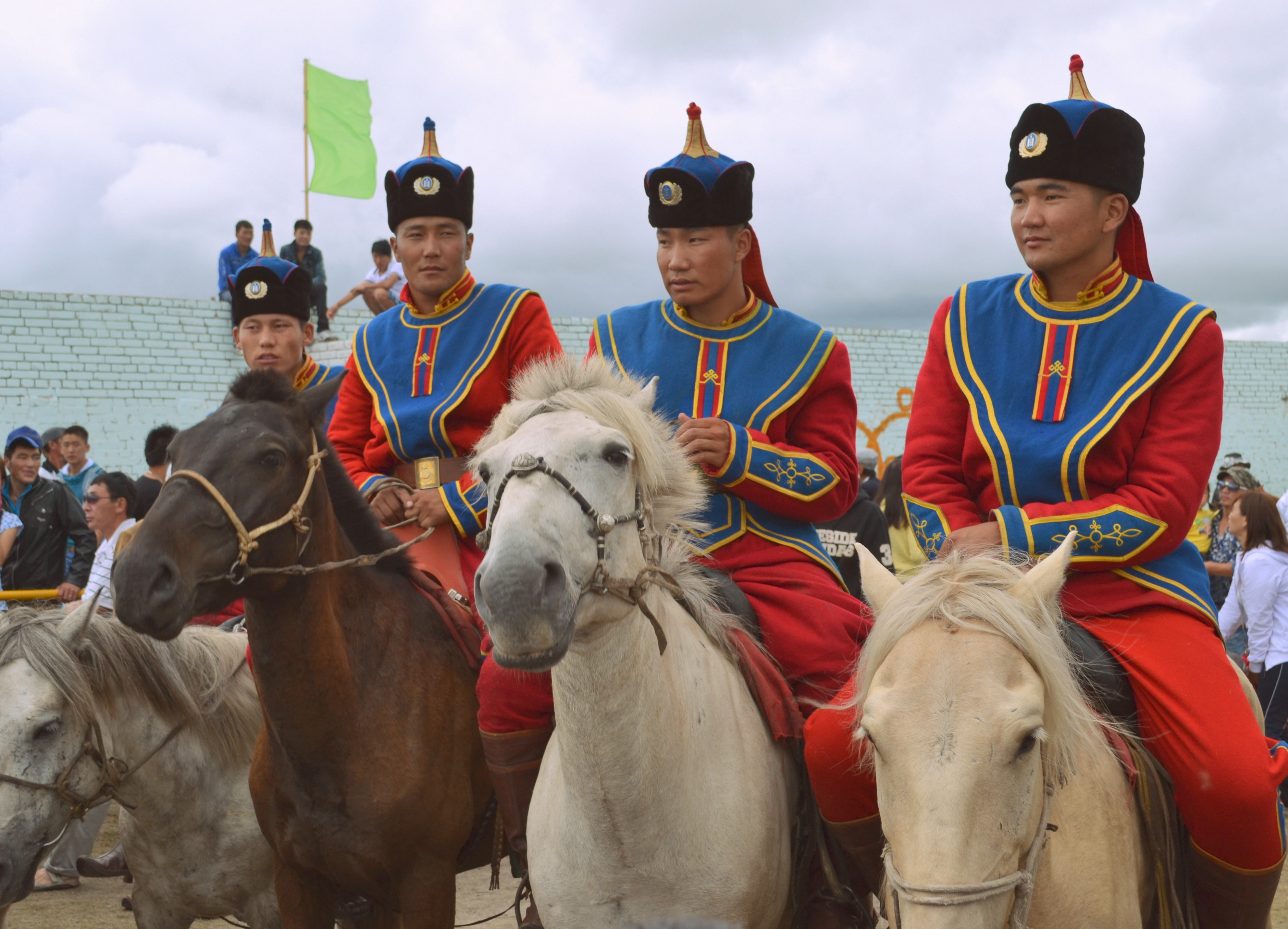
Монголы

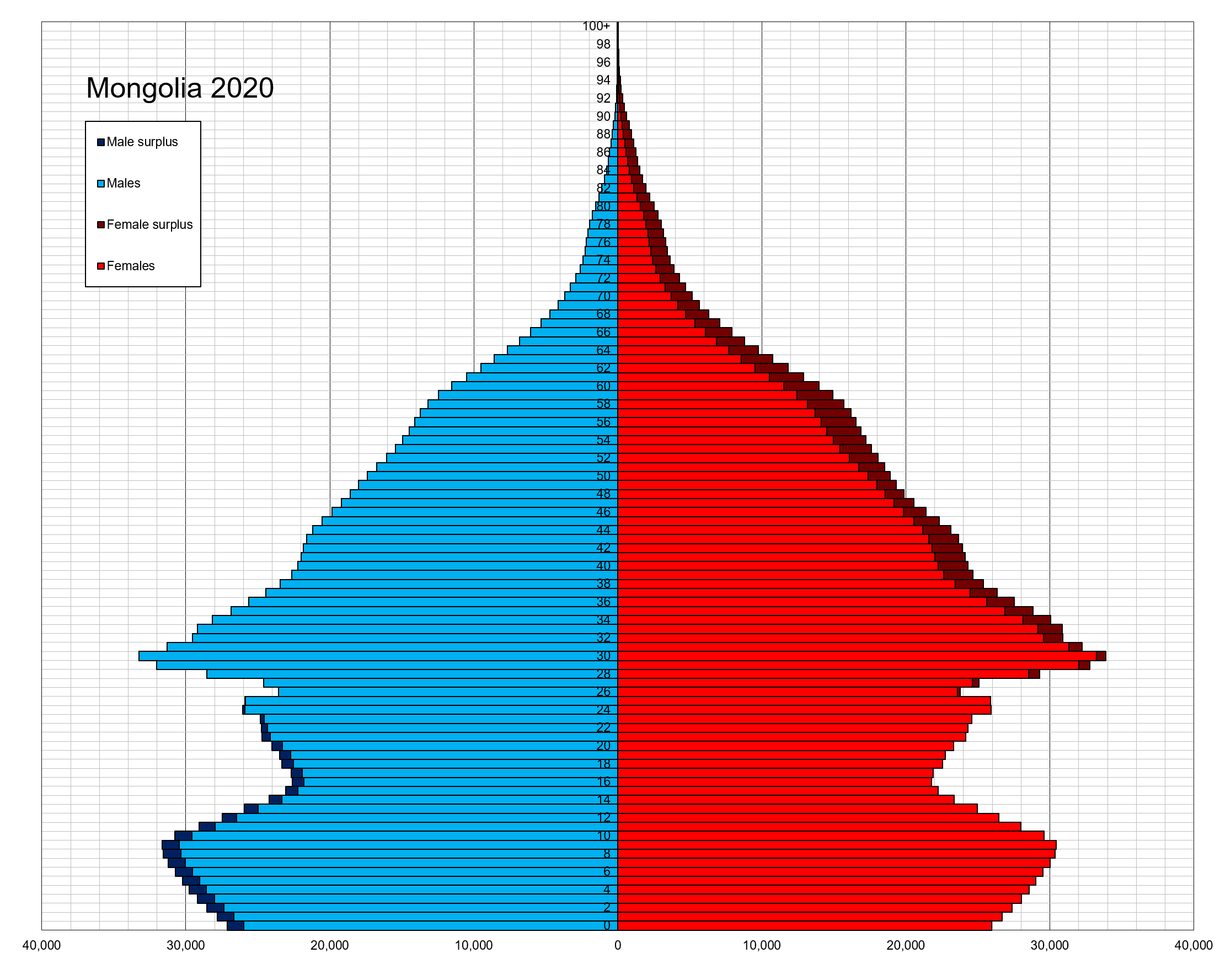
Возрастно-половая пирамида населения Монголии на 2020 год

Численность населения Монголии на 2024 год составила 3 544 835 человек. На один квадратный километр приходится 1,99 человека — наименьшая плотность населения в мире.
Годовой прирост — 1,44 % (2013).
Фертильность — 2,23 родов на женщину.
Средняя продолжительность жизни: 65 лет — у мужчин, 70 лет — у женщин.
Этнический состав: халха-монголы — 94,9 %, тюрки (в основном, казахи) — 5 %, китайцы и русские — 0,1 %.
На халха-монгольском языке говорит более 95 % населения.
Считается, что около 9 млн монголов живут вне Монголии, в том числе около 7 млн — в Китае. В России, согласно переписи 2010 года, халха-монголов насчитывалось 2986 человек; кроме того, в России проживают родственные халха-монголам народы буряты (461 389 человека) и калмыки (183 372 человека).

### Религия

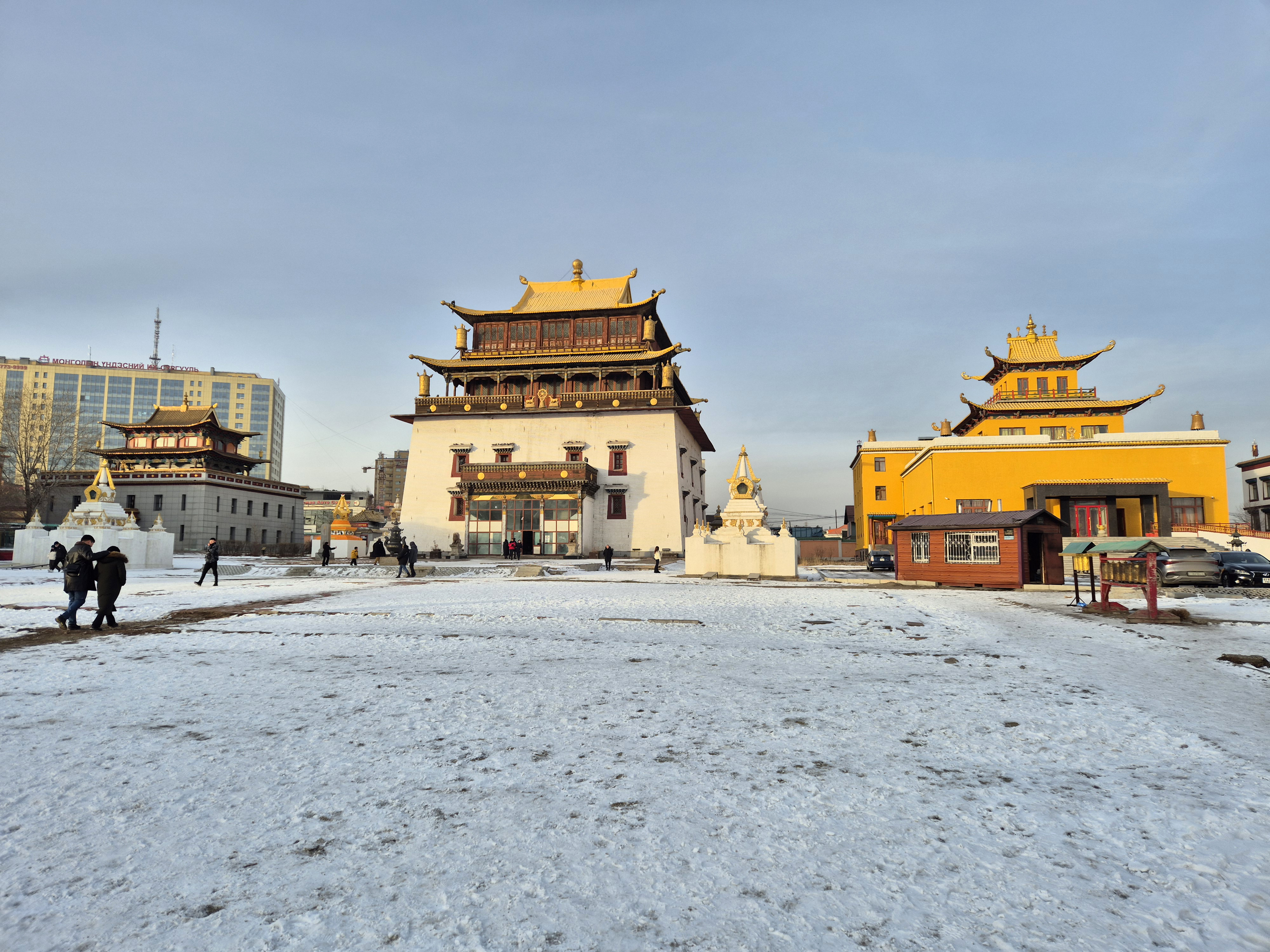
Монастырь Гандантэгчинлэн в Улан-Баторе

#### Краткая история
В 1578 году в стране был официально принят тибетский буддизм.
К моменту Народной революции 1921 года в стране насчитывалось 755 буддистских монастырей и 120 тысяч монахов и священников (при общем населении страны в 650 тыс. чел.).

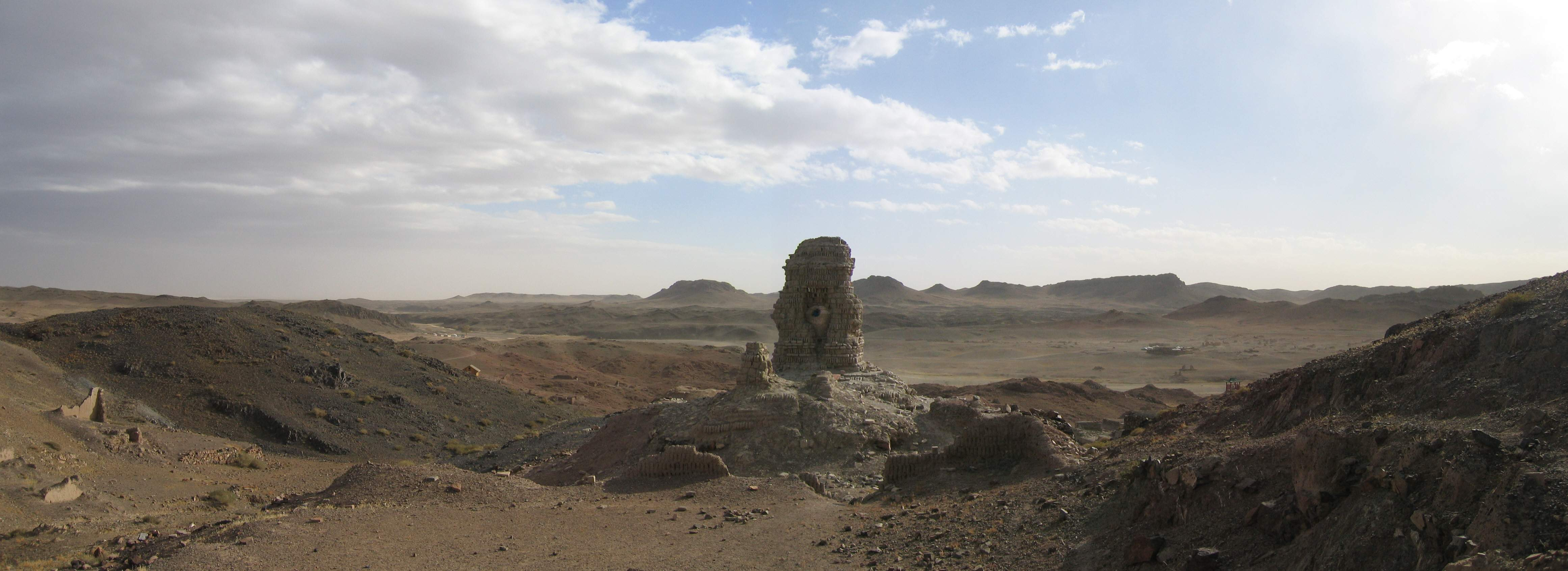
Панорама руин монастыря Онгийн-хийд

В конце 1934 года в Монголии насчитывалось 843 главных буддистских монастыря, около 3 000 храмов и часовен и 6 000 других строений, принадлежащих монастырям. Монахи составляли 48 % взрослого мужского населения. В результате репрессий, к концу 1930-х годов все монастыри были закрыты или уничтожены, а их имущество национализировано, однако только часть строений была использована, а подавляющая часть монастырей была разрушена (из всех относительно сохранились только 6). По наименьшей оценке, 18 тысяч монахов были казнены. Только в одном из массовых захоронений, обнаруженных у города Мурэн, были найдены останки 5 тысяч расстрелянных монахов (то есть свыше 1 % всего взрослого населения страны на тот период).
После Второй мировой войны антирелигиозная политика была смягчена: в 1949 году в Улан-Баторе был снова открыт монастырь Гандан. С 1970 года при нём начал работу Буддийский университет. В 1979 и 1982 годах Монголию посетил Далай-лама XIV. Видимо, руководство МНР, как и советское, рассматривало религиозную организацию как орган борьбы за мир, потому Буддийская община Монголии с 1969 года стала членом Азиатской буддийской конференции за мир. Декларированная конституцией 1960 года свобода вероисповедания была обеспечена только в конце 1980-х годов. В стране началось возрождение традиционных буддизма, шаманизма, ислама (среди казахов). С начала 1990-х годов начали свою деятельность зарубежные христианские миссии, бахаисты, мунисты и мормоны.

#### Современная статистика религий
Центральная регистрация религиозных общин не предусмотрена законодательством Монголии. Приводимые в «Статистическом ежегоднике Монголии» за 2007 год сведения о количестве монастырей и храмов (только в тех, в которых в течение года проводились религиозные службы) не отличаются полнотой: 138 буддистских (в том числе в аймаках Баян-Улгий, Говь-Алтай, Говь-Сумбэр и Умнеговь только по 1), 89 христианских (из них 64 в Улан-Баторе, 12 в Дархане, 6 в Эрдэнэте), 20 исламских (17 в аймаке Баян-Улгий и 3 в Ховде) и 2 прочих. В 2011 году в стране насчитывалось около 170 буддийских храмов и монастырей и 5 000 лам.
Сведения, оглашаемые Государственным департаментом США в ежегодных «Докладах о свободе религии в Монголии» (готовятся посольством США в этой стране), приведены в таблице:
| Религия      | 2002      | 2003 | 2004 | 2005 | 2006 | 2007 | 2008 | 2009 | 2010 |
| ------------ | --------- | ---- | ---- | ---- | ---- | ---- | ---- | ---- | ---- |
| Буддизм      | 90        | 151  | 172  | 191  | 206  | 217  | 217  | 239  | 254  |
| Христианство | 40        | 76   | 95   | 127  | 127  | 143  | 161  | 161  | 198  |
| Ислам        | 1         | 4    | 4    | 5    | 5    | 24   | 44   | 44   | 44   |
| Тенгрианство | …         | …    | …    | …    | …    | 2    | 5    | 5    | 7    |
| Бахаизм      | 4         | 5    | 5    | 5    | 5    | 5    | 5    | 5    | 5    |
| Другие       | …         | 3    | 3    | …    | 14   | …    | …    | 3    | 3    |
| Всего        | около 150 | 239  | 279  | 328  | 357  | 391  | 432  | 457  | 511  |

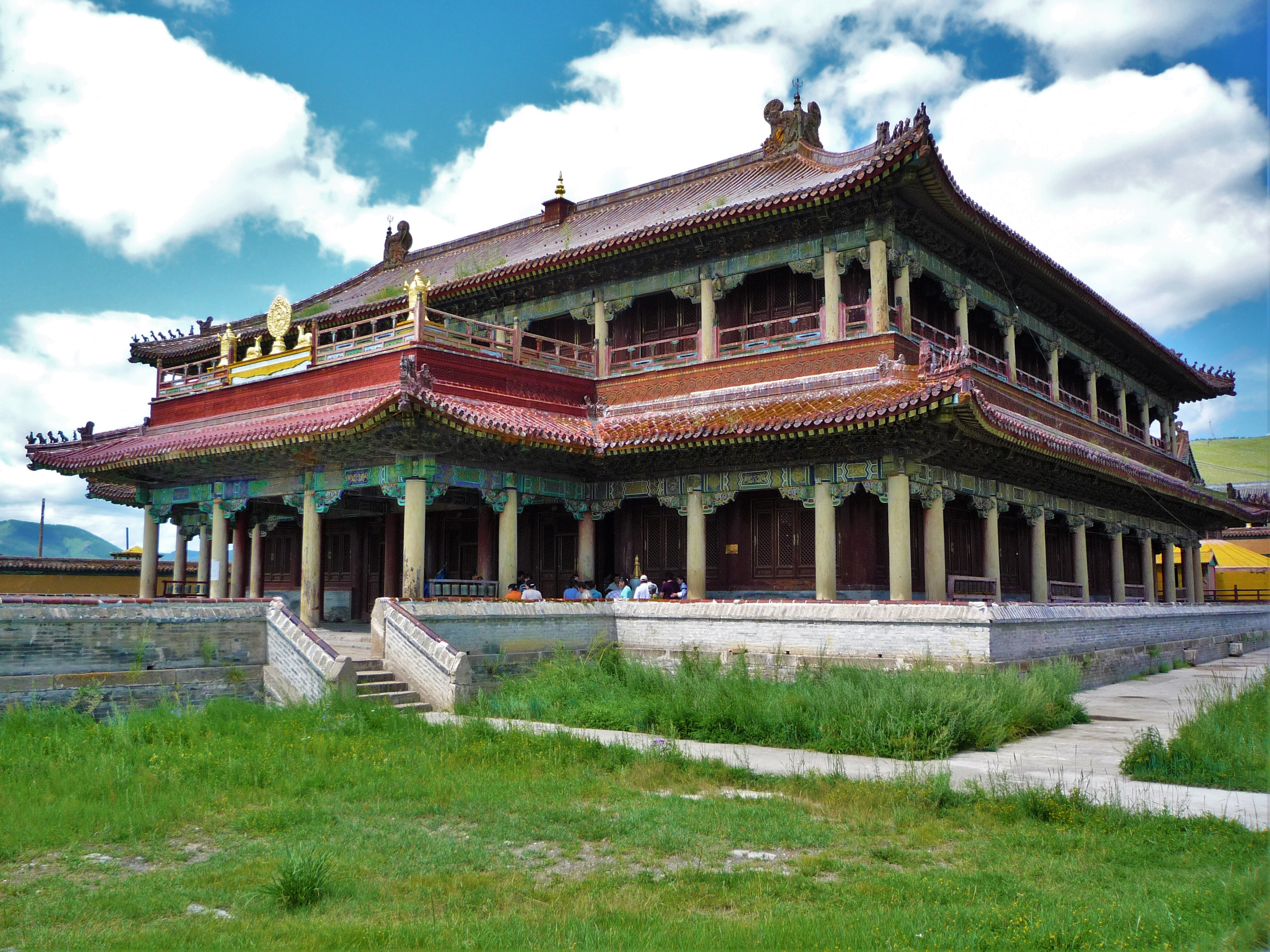
Буддийский монастырь Амарбаясгалант на севере Монголии

При переписи населения 2010 года гражданам Монголии старше 15 лет был задан вопрос об отношении к религии:
| отношение к религии | численность (человек) | доля % |
| ------------------- | --------------------- | ------ |
| буддизм             | 1 009 357             | 53,0   |
| ислам               | 57 702                | 3,0    |
| шаманизм            | 55 174                | 2,9    |
| христианство        | 41 117                | 2,1    |
| другие религии      | 6933                  | 0,4    |
| атеизм              | 735 283               | 38,6   |
| ВСЕГО               | 1 905 969             | 100,0  |

Служба Гэллапа — по результатам глобального опроса общественного мнения, проведённого в 2007—2008 годах — поместила Монголию на десятое место среди наименее религиозных стран мира (между Францией и Беларусью): лишь 27 % опрошенных респондентов заявили, что «религия является важной частью повседневной жизни».

#### Буддизм в Монголии
Тибетский буддизм является традиционной религией всех монголоязычных народов и народностей Монголии, а также тюркоязычных тувинцев. Буддисты составляют 53 % населения, абсолютное большинство во всех регионах Монголии за исключением аймака Баян-Улгий. Среди них встречаются и некоторое количество шаманистов, чаще всего сочетающих исповедание буддизма, поэтому точное определение доли шаманистов не представляется возможным.

#### Ислам в Монголии

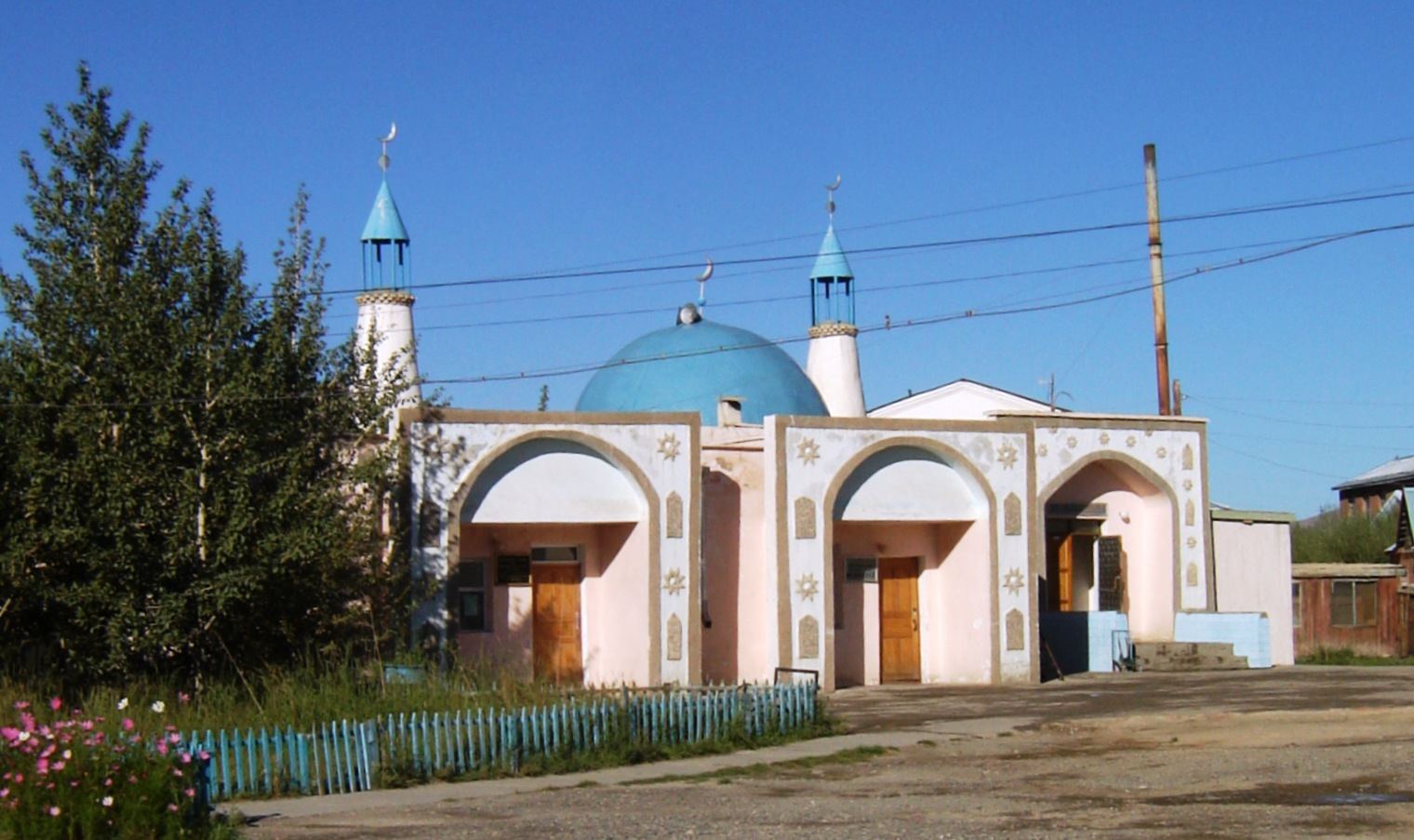
Главная мечеть в г. Улгий, Западная Монголия

Казахи, составляющие 88,7 % населения аймака Баян-Улгий и 11,5 % населения аймака Ховд (несколько тысяч казахов мигрировало в Улан-Батор и др. крупнейшие города севера страны), традиционно исповедуют суннитский ислам. Их численность в 1956 году составляла 37 тыс. (4,3 % населения), к 1989 году возросла до 121 тыс. (6,1 % населения). Массовая репатриация казахов-оралманов в Казахстан привела к сокращению их числа до 103 тыс. (4,3 %) в 2000 году. Тем не менее к 2007 году численность казахов вновь возросла до 140 тыс. (5,4 % населения). Численность других мусульманских этносов (узбеки, уйгуры, татары и др.) в сумме не превышает нескольких сот человек. На северо-западе Монголии в Убсунурском аймаке имеется небольшая (9 тыс. чел., по данным переписи 2000 г., и 7 тысяч человек, по данным текущего регистрационного учёта в 2007 году) этническая группа хотонов, которые были переселены в Монголию из Восточного Туркестана свыше 300 лет назад и в то время были тюрками-мусульманами. За прошедшее время хотонами был воспринят монгольский язык, а большая часть исламской обрядности была вытеснена перенятой у окружающего населения буддийской и шаманистской. Хотоны сохранили только некоторые элементы исламских традиций (в частности обрезание). В настоящее время в среде хотонов растёт исламская самоидентификация.

#### Христианство в Монголии
По данным «Энциклопедии религий» Дж. Г. Мелтона в 2010 году в Монголии насчитывалось 47,1 тыс. христиан. Исследование Pew Research Center насчитало в стране 60 тысяч христиан. При этом, за десятилетие 2000—2010 годах христианство было самой быстрорастущей религией страны (ежегодный прирост составлял 6 %).
Большинство монгольских христиан — прихожане различных протестантских церквей (34—40 тыс. верующих). Численность католиков оценивается в 200 человек. Ещё 9 тысяч верующих относятся к антитринитарному христианству (преимущественно свидетели Иеговы и мормоны).
По данным церковных источников, в 2007 году в стране действовало по меньшей мере ещё 250 незарегистрированных евангелических церквей.
Православия в стране придерживаются 1,4 тысячи человек. Значительную долю прихожан Свято-Троицкого прихода Русской православной церкви в Улан-Баторе составляют осевшие в городе выходцы из бывшего СССР, а также приезжающие в Монголию на работу, учёбу или отдых граждане РФ, Украины, Беларуси и других стран. В 2009 году в Улан-Баторе был освящён православный Троицкий храм; Троицким приходом начала издаваться православная газета на монгольском языке.

### Языки
Государственный язык Монголии — халха-монгольский — относится к монгольской языковой семье. Родственными ему языками являются, например, бурятский и калмыцкий языки. Его стандартизированная форма сложилась в последние десятилетия на основе нескольких диалектов — в основном, на основе диалектов аймаков Баян-Улгий, Увс и Ховд в западной части страны. Это родной язык для около 95 % жителей государства.
Сегодня для записи халха-монгольского языка используется главным образом расширенная кириллица (см. монгольская кириллица и монгольский алфавит); ранее для его записи использовалось старомонгольское письмо, которое сегодня используется очень ограниченно, хотя и преподаётся в школах Монголии с шестого класса. В 2020 году правительство Монголии, однако, объявило, что собирается к 2025 перейти к использованию в официальных документах как кириллицы, так и старомонгольского письма.

#### Иностранные языки
Начиная с 1990 года английский язык вытеснял русский в качестве главного иностранного языка в Монголии, так как русский язык был наиболее значимым иностранным языком для Монголии до распада СССР. Начиная со времени распада СССР монгольские власти начали смотреть в сторону Запада, поэтому посчитали, что изучение английского языка имеет бо́льшую значимость для подрастающего поколения, нежели изучение русского. В конечном итоге, доля изучающих английский язык в Монголии, начиная с 1990 года, заметно возросла: в 2014—2015 годах 59 % школьников Монголии изучали английский язык в школах в качестве иностранного. С 2023 года английский язык в Монголии начинают изучать с третьего класса школы.
В 2014—2015 годах, кроме английского, монгольские школьники изучали также следующие языки (в порядке убывания количества изучающих): путунхуа, русский, японский и корейский. Значимость корейского языка в Монголии растёт в последнее время по той причине, что множество монголов уезжает работать в Республику Корея — южнокорейские монголы являются крупнейшей диаспорой монголов в мире.

## Общество и культура
Культура Монголии находится под сильным влиянием традиционного монгольского кочевого образа жизни, а также под влиянием тибетского буддизма, китайской и русской культур.

### Ценности и традиции

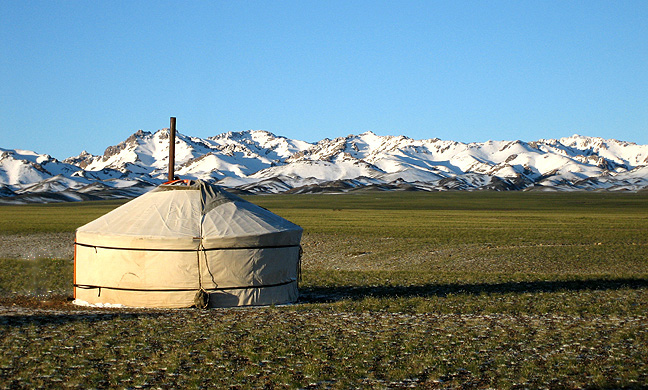
Традиционная монгольская юрта

Любовь к своему происхождению и семье ценятся в монгольской культуре; это проявляется во всем: от старой монгольской литературы до современной поп-музыки. Другой важнейшей характерной чертой степняков является гостеприимство.
Юрта — важная составляющая монгольской национальной самобытности; вплоть до настоящего времени монголы, занимающиеся разведением скота и сохранившие кочевой образ жизни, проживают в юртах.

### Образование
Образование — одно из приоритетных направлений внутренней политики Монголии. Неграмотность в стране почти уничтожена, благодаря созданию сезонных школ-интернатов для детей из семей кочевников (в 2003 неграмотное население в Монголии составляло 2 %).
Десятилетнее образование было обязательным для всех детей от 6 до 16 лет (шесть из них — начальная школа). Обязательное школьное образование, однако, было продлено на два года для всех первоклассников в 2008—2009 учебном году. Новая система, таким образом, не будет полностью введена в действие до 2019—2020 учебного года. Кроме того, предлагаются курсы профессиональной подготовки для молодых людей в возрасте 16—18 лет. На сегодняшний день в Монголии имеется достаточно университетов. Монгольский государственный университет в Улан-Баторе, основанный в 1942 году — крупнейший и старейший университет страны.

### Здоровье
С 1990 года в Монголии происходят социальные перемены и улучшения в здравоохранении. Существует ещё немало возможностей для совершенствования, особенно в малонаселённых районах. Младенческая смертность в Монголии — 4,3 %, в то время как средняя продолжительность жизни женщин составляет 70 лет; для мужчин — 65 лет. Общий коэффициент рождаемости в стране (SFT) — 1,87.
Система здравоохранения включает в себя 17 специализированных больниц, четыре региональных диагностических и лечебных центра, девять районных больниц, 21 аймачная и 323 сомонные больницы. Кроме того, есть 536 частных больниц. В 2002 году в стране было 33 273 работников здравоохранения, из которых 6 823 — врачи.

### Искусство, литература и музыка

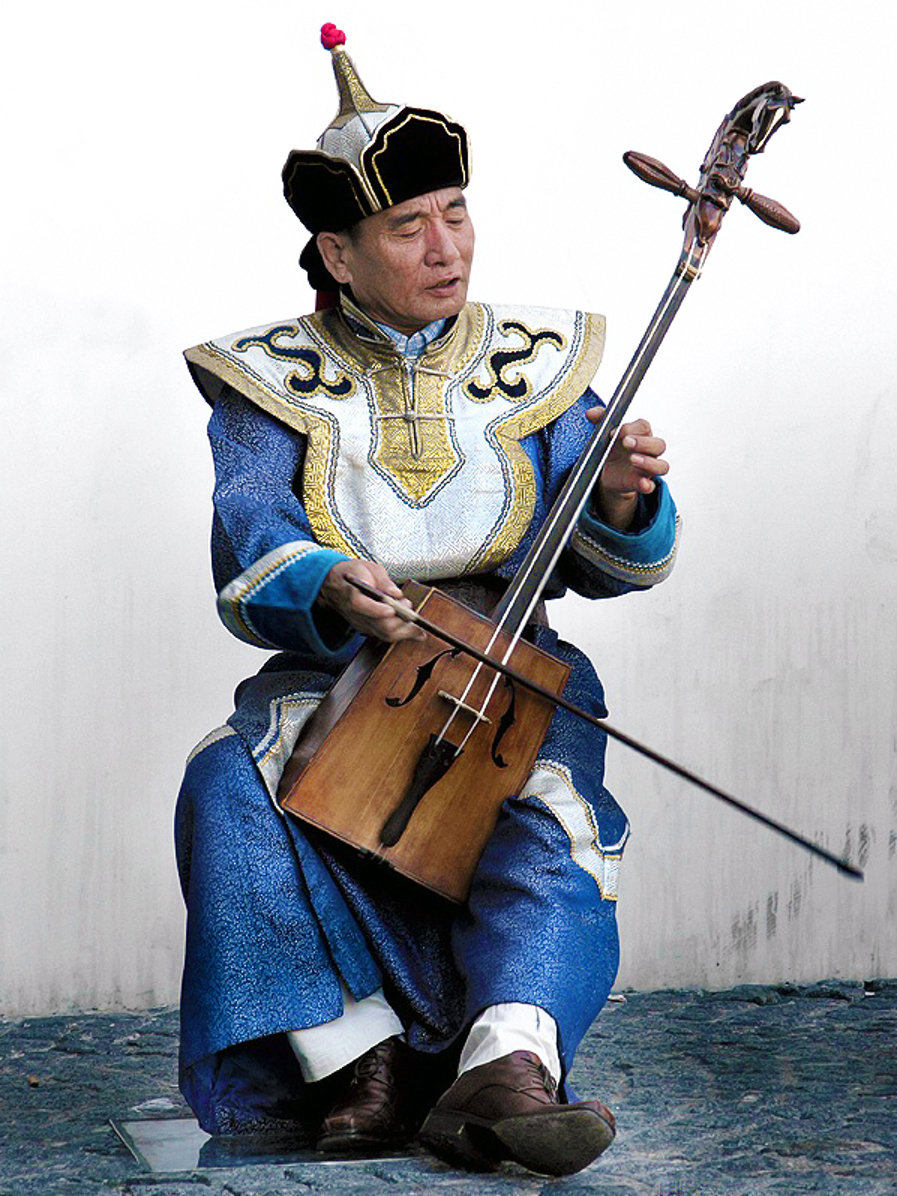
Монгольский музыкант играет на моринхуре

Одни из самых ранних примеров монгольского изобразительного искусства — наскальные рисунки и бронзовое и медное оружие с изображениями животных. Тут также находится каменная стела железного века. На монгольское искусство сильное влияние оказали изобразительные каноны тибетского буддизма, а также индийское, непальское и китайское искусство. В начале XX века в Монголии начала развиваться традиция светской живописи, её основоположником стал Балдугийн Шарав. После революции долгое время единственным допустимым стилем в монгольской живописи был социалистический реализм, и лишь в 1960-е годы художники получили возможность отойти от канонов. Первыми представителями модернизма в Монголии были Чойдогийн Базарваань и Бадамжавын Чогсом.
Старейшим литературно-историческим памятником является «Сокровенное сказание монголов» (XIII в.). В XIII—XV вв. создаются повести («Сказ о 32 деревянных людях»), литература дидактического характера («Поучения Чингис-хана», «Ключ разума», «Шастра о мудром мальчике сироте и девяти сподвижниках Чингис-хана», «Повесть о двух скакунах Чингис-хана»); переводятся буддийские трактаты с санскрита, тибетского и уйгурского языков. В XVIII веке после продолжительного периода смут возобновляется перевод буддийской литературы с тибетского языка, а также романов и новелл с китайского. После революции 1921 года появляются переводы художественных произведений с русского языка. Одним из основоположников современной монгольской литературы является писатель, поэт и общественный деятель Дашдоржийн Нацагдорж, первый переводчик произведений А. С. Пушкина на монгольский язык. С 1950-х годов на монгольский язык переводятся классические произведения мировой литературы, монгольская проза и поэзия получает мощный толчок к развитию, ознаменованный такими именами, как Ч. Лодойдамба, Б. Ринчен, Б. Явуухулан. Произведения данных авторов вошли в изданную в СССР в первой половине 1980-х годов «Библиотеку монгольской литературы» в 16 томах. К поколению молодых литераторов начала XXI века относится поэт и писатель Г. Аюрзана, удостоенный в 2003 году премией Союза монгольских писателей «Золотое перо» за роман «Мираж».
Инструментальный ансамбль занимает важное место в монгольской музыке. Народные инструменты: аманхур (варган), моринхур (т. н. «монгольская виолончель») и лимб (бамбуковая флейта). Существуют традиционные произведения для ключевых инструментов в монгольской музыке. Вокальное искусство также имеет давнюю традицию, которое получило наиболее яркое выражение в так называемых «протяжных песнях». Некоторые из этих песен («Пороги Керулена», «Вершина счастья и благополучия» и так далее) известны с XVII века, и манера их исполнения бережно передаётся из поколения в поколение. В XX веке начался синтез западной классической музыки с традиционной монгольской (опера «Три печальных холма», музыкальные пьесы композитора С. Гончигсумла). Со второй половины XX века стал развиваться эстрадно-джазовый жанр.

### Спорт

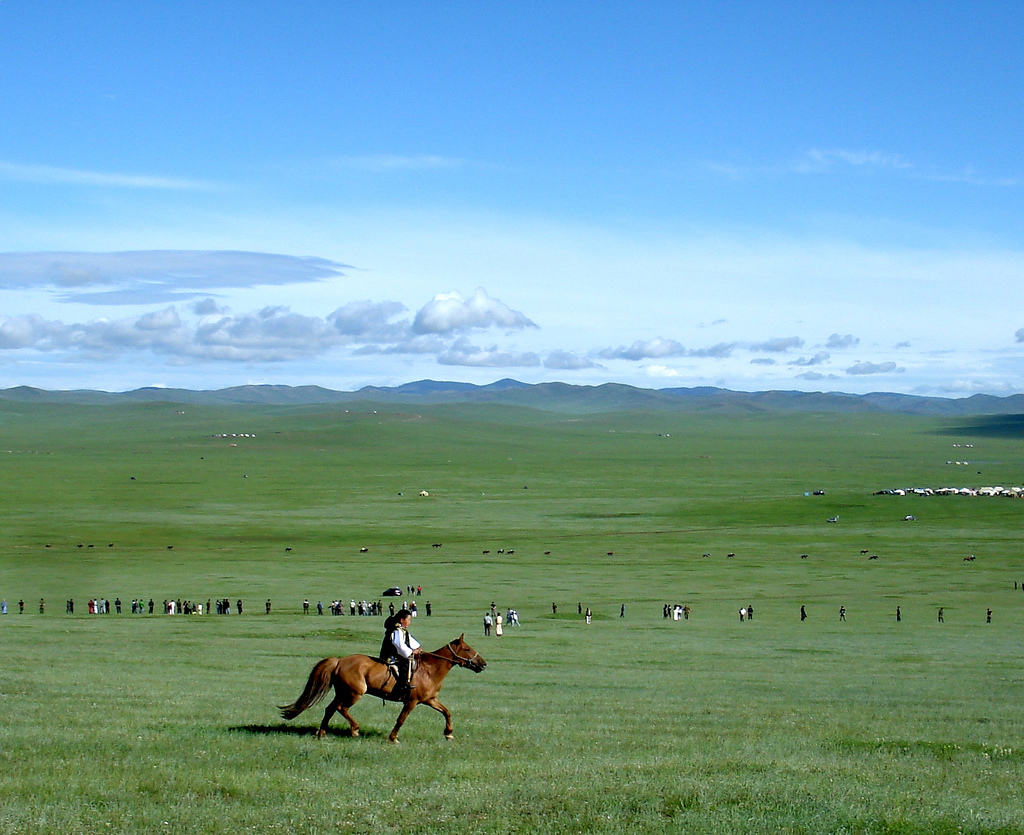
Наадам

Наадам — один из двух традиционных национальных праздников Монголии наряду с Цаган саром; ежегодные празднества проходят по всей Монголии с 11 по 13 июля. Игры состоят из монгольской борьбы, стрельбы из лука и конных скачек.
В современных видах спорта монголы традиционно сильны в одиночных видах. Это бокс, вольная борьба, дзюдо, пулевая стрельба, шахматы. По числу олимпийских наград, приходящихся на душу населения, Монголия опережает многие высокоразвитые страны. Первым успешным спортсменом международного уровня из Монголии является борец вольного стиля Жигжидийн Мунхбат, бронзовый призёр чемпионата мира по борьбе 1967 года, на летних Олимпийских играх 1968 года, оставаясь непобеждённым и уступив только по очкам в общем зачёте, он завоевал серебряную медаль. Активными темпами развивается довольно экзотические виды спорта для монголов, как бодибилдинг и пауэрлифтинг.
Очень хороших результатов монголы добились в священном для Японии виде борьбы сумо. С конца XX века монголы безраздельно властвуют в этом виде спорта. В высшем дивизионе борются 42 борца, из них 12 монголов. Некоторое время высшим титулом японской национальной борьбы ёкодзуна обладали 2 монгола, но после отставки ёкодзуны Асашёрю (Долгорсурэн Дагвадорж) в январе 2010 года на дохё выступал только один «Великий Чемпион» — Хакухо (Давааджаргал Мунхбат). На 16 июля 2014 года, на дохё выступают ещё 2 монгольских ёкодзуны: Харумафудзи-Солнечный Конь (Даваанямын Бямбадорж) с 2012 года и Какурю-Журавль-Дракон (Мангалжалавын Ананд) с 2014 года.

## Средства массовой информации

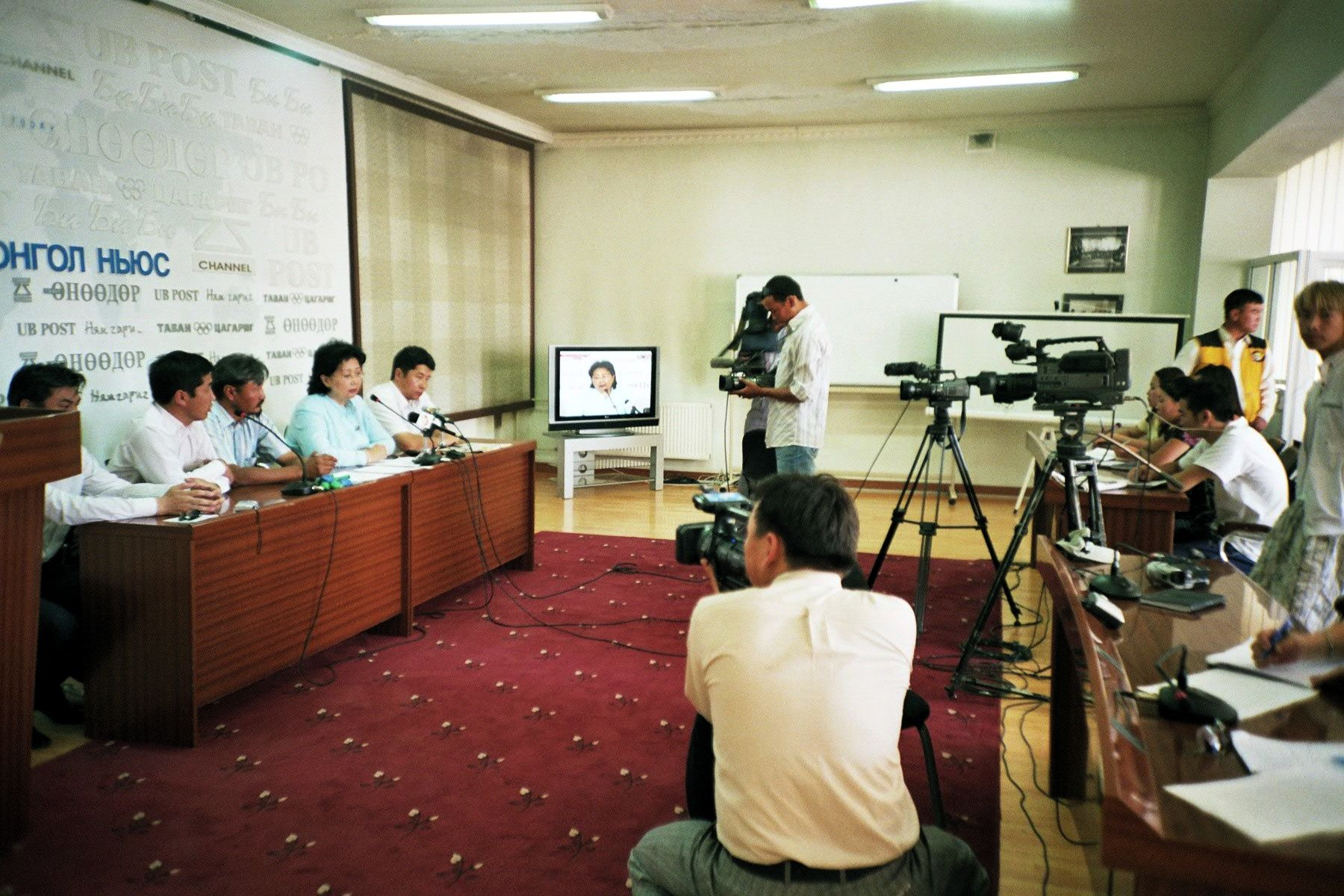
Монгольские СМИ

Монгольские СМИ были тесно связаны с советскими через МНРП. Газета «Унэн» (Правда) напоминала «Правду». Правительство жёстко контролировало СМИ вплоть до демократических реформ 1990-х годов. Государственные газеты были приватизированы только в 1999 году. После этого началось бурное развитие СМИ.
На шестьсот национальных газет приходится более чем 300 тысяч номеров в год. Существует вещательная государственная радиокомпания — «Монголрадио» (основана в 1934 году), и государственная телекомпания — «Монголтелевиз» (основана в 1967 году). У «Монголрадио» — три канала внутреннего вещания (два на монгольском языке и один на казахском). Также Монгольское государственное радио ведёт с 1964 года передачи по каналу иновещания, известному как «Голос Монголии». Передачи ведутся на монгольском, русском, английском, китайском и японском языках. У монгольского государственного телевидения «Монголтелевиз» — два канала. Почти все граждане имеют доступ к гостелеканалу. Помимо этих госкомпаний, в стране существует около 100 частных радио и 40 телеканалов. Почти все они ежедневно выходят в эфир, выпускаются также номера газет и журналов. Почти все жители имеют доступ не только к местным телеканалам, но и к кабельному телевидению с 50 каналами, в которые также включены несколько российских каналов. Хорошо развита международная информационная связь между Монголией, КНР и граничащими с ними регионами России.

## Вооружённые силы

Эмблема ВВС Монголии

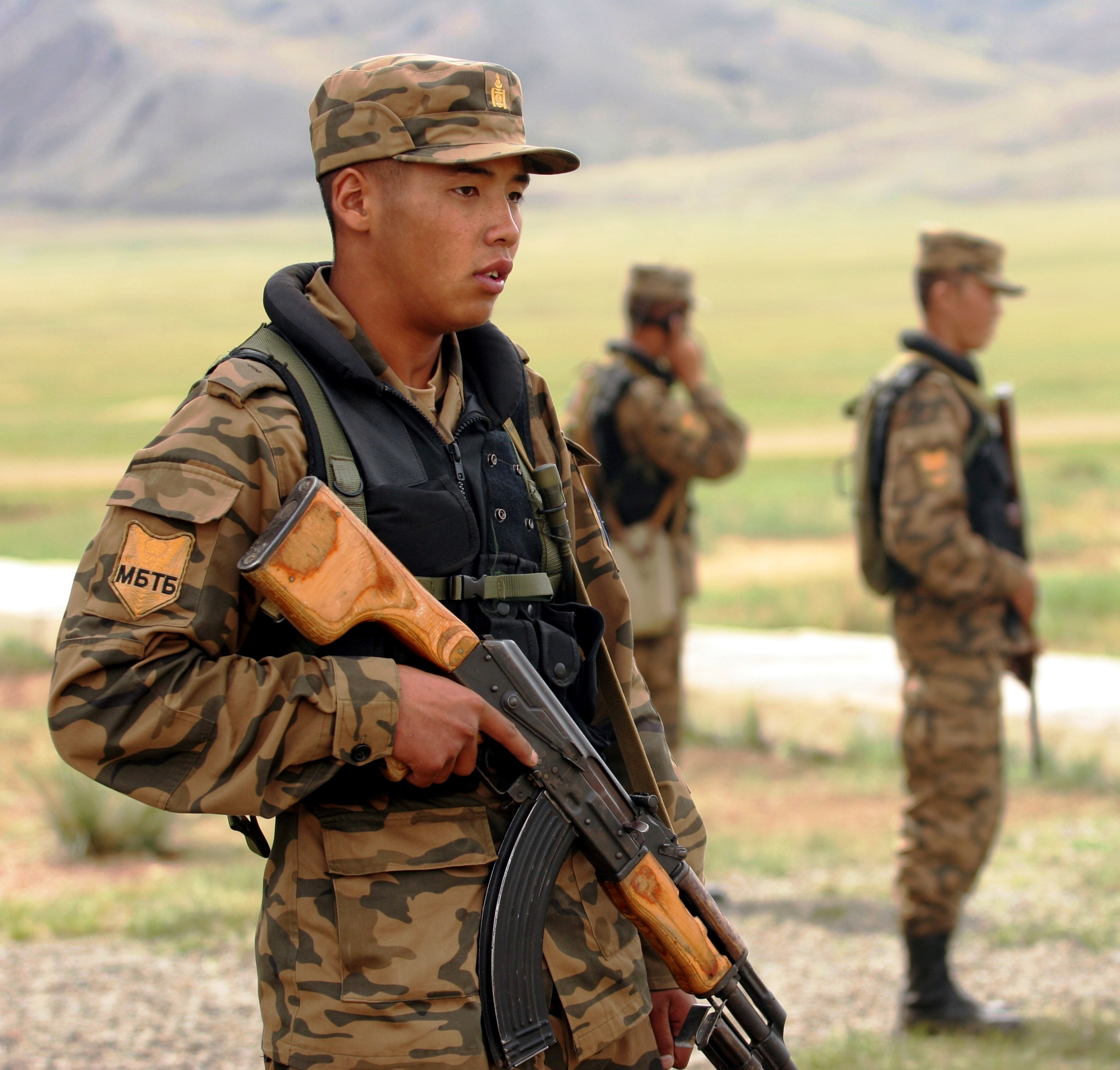
Монгольский солдат с РПК

Численность вооружённых сил — 10,3 тыс. чел. (2012). Комплектование осуществляется по призыву, срок службы составляет 12 месяцев. Призываются мужчины в возрасте c 18 до 25 лет. Мобилизационные ресурсы — 819 тыс. чел., в том числе годных к военной службе — 530,6 тыс. чел.
Вооружение: 620 танков (370 танков Т-54 и Т-55, 250 танков Т-62), 120 БРДМ-2, 310 БМП-1, 150 БТР-60, 450 — БТР-80, 450 орудий ПА, 130 РСЗО БМ-21, 140 миномётов, 200 противотанковых пушек калибров 85 и 100 мм.
ПВО: 800 чел., 8 боевых самолётов, 11 боевых вертолётов. Самолётный и вертолётный парк: 8 МиГ-21 ПФМ, 2 МИГ-21УС, 15 Ан-2, 12 Ан-24, 3 Ан-26, 2 Боинг 727, 4 китайских самолёта HARBIN Y-12, 11 вертолётов Ми-24. Наземная ПВО: 150 ЗУ и 250 ПЗРК.
В настоящее время[когда?] в армии Монголии проводится реформа, направленная на повышение боеспособности и обновление технического парка ВВТ. В этом процессе активное участие принимают российские, американские и другие специалисты.
С 2002 года Монголия участвует в миротворческой деятельности. За это время в разных операциях приняли участие 3200 монгольских военнослужащих. 1800 из них служили под мандатом ООН, а оставшиеся 1400 — под международным мандатом.
Военный бюджет Монголии составляет 1,4 % бюджета страны.

## Транспорт в Монголии

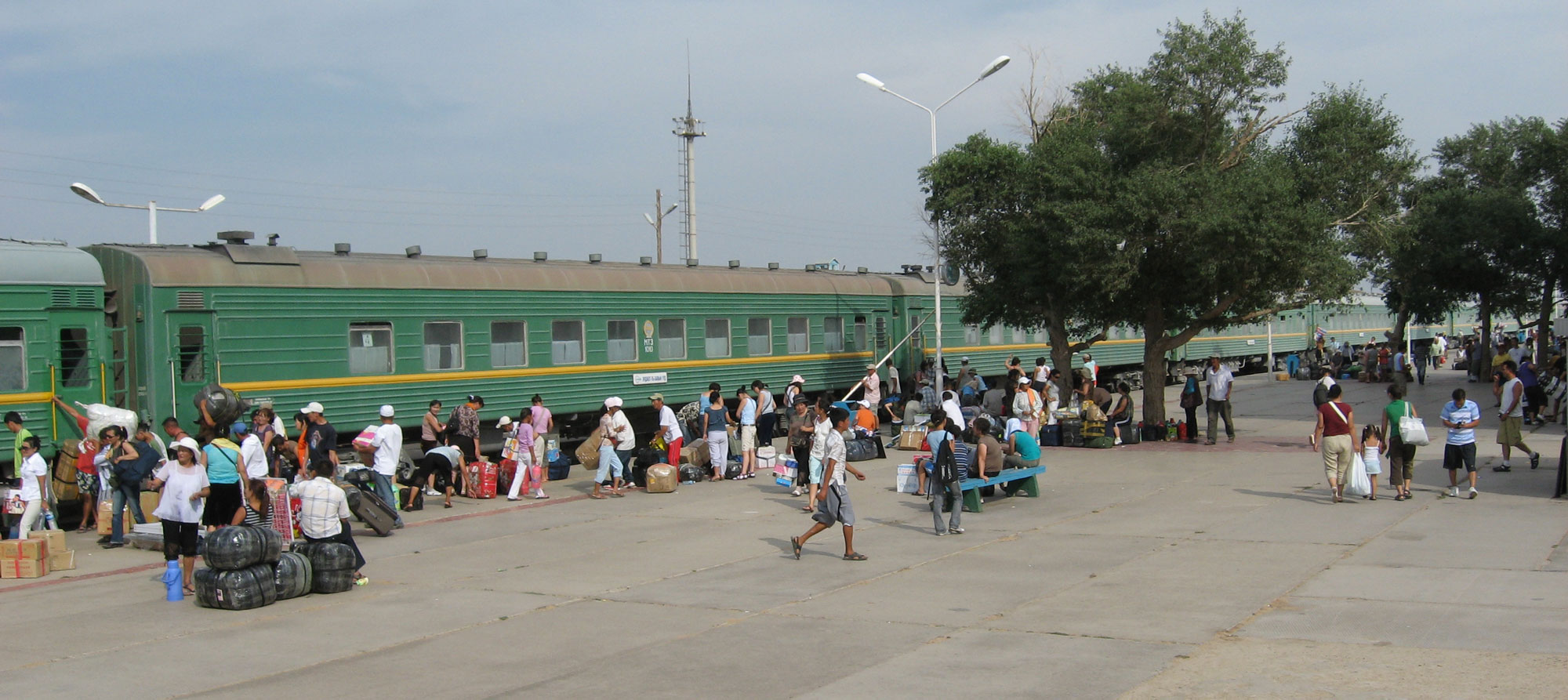
Железнодорожная станция в аймаке Дорноговь

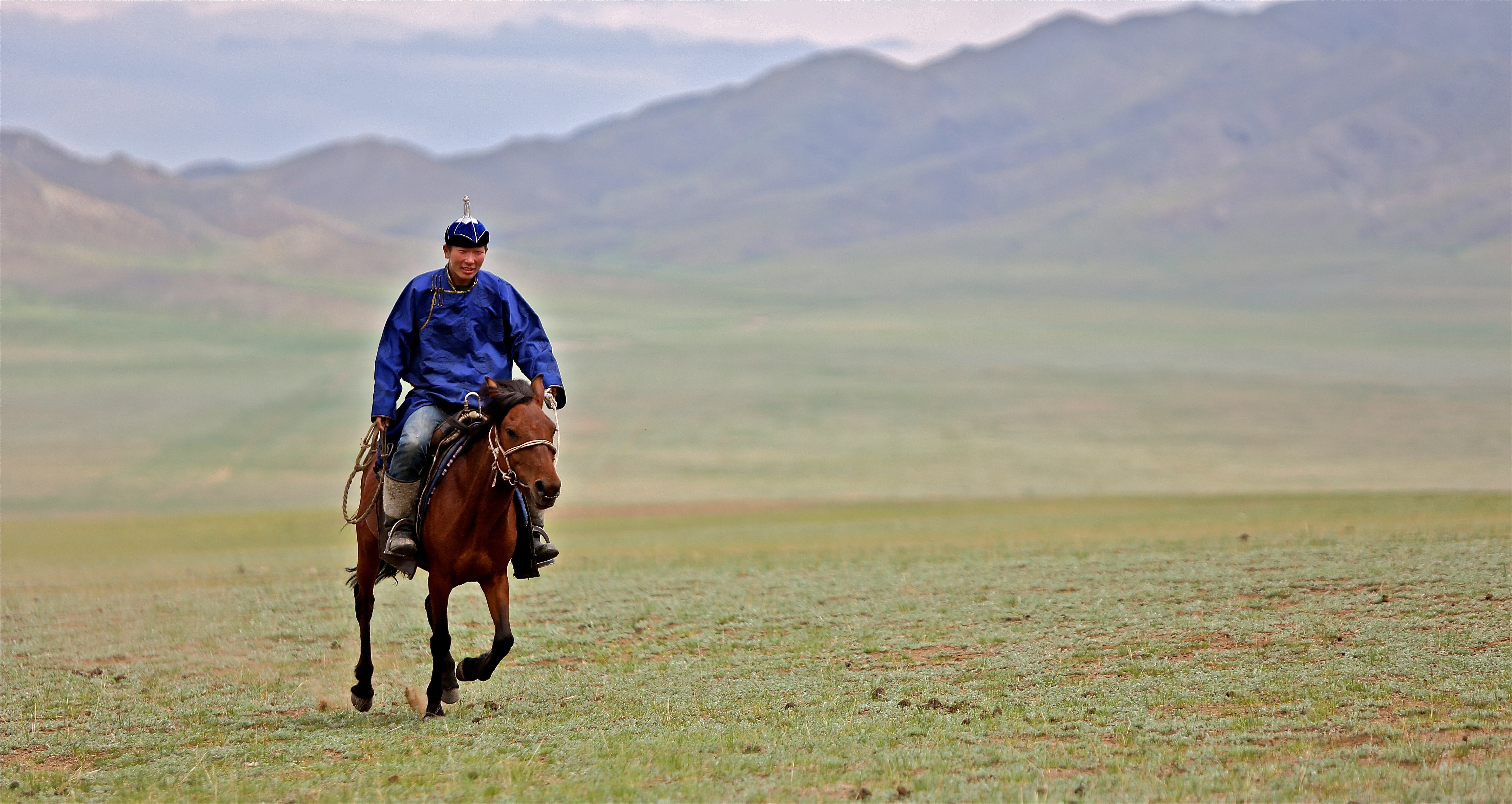
Передвижение на лошади — исторически основной способ передвижения монголов

В Монголии есть автомобильный, железнодорожный, водный (речной) и воздушный транспорт. Для судоходства доступны реки Селенга, Орхон и озеро Хубсугул.
В Монголии две основные железнодорожные магистрали: железная дорога Чойбалсан — Борзя связывает Монголию с Россией, а Трансмонгольская железная дорога — начинается с Транссибирской железной дороги в России в городе Улан-Удэ, пересекает Монголию, проходит через Улан-Батор, а затем через Замын-Уудэ уходит в Китай на Эрэн-Хото, где присоединяется к китайской железнодорожной системе.
Большинство сухопутных дорог в Монголии — гравийные или грунтовые. Дороги с твёрдым покрытием — от Улан-Батора ко всем центрам Аймаков и российской и китайской границам.
Монголия имеет ряд внутренних аэропортов. Единственный международный аэропорт — Международный аэропорт Чингисхан вблизи Улан-Батора. Прямое воздушное сообщение существует между Монголией и Южной Кореей, Китаем, Японией, Россией, Казахстаном и Германией.

### Морской флот
Монголия является второй (после Казахстана) по территории страной в мире, не имеющей прямого выхода ни к какому океану, но с февраля 2003 года в стране есть свой судовой регистр (The Mongolia Ship Registry Pte Ltd).